# Georgy Konstantinovich Zhukov
Georgy Konstantinovich Zhukov (tiếng Nga: Гео́ргий Константи́нович Жу́ков; ngheⓘ, 1 tháng 12 năm 1896 – 18 tháng 6 năm 1974) là một sĩ quan cấp tướng và là Nguyên soái Liên Xô. Ông cũng từng là Tổng Tham mưu trưởng, Bộ trưởng Bộ Quốc phòng, và là Ủy viên Đoàn Chủ tịch Đảng Cộng sản (sau này là Bộ Chính trị). Trong Chiến tranh thế giới thứ hai, Zhukov đã lãnh đạo một số chiến dịch quan trọng của Hồng quân.
Sinh ra trong một gia đình nông dân nghèo ở miền trung nước Nga, Zhukov gia nhập Quân đội Đế quốc Nga và tham chiến trong Chiến tranh thế giới thứ nhất. Ông phục vụ cho Hồng quân trong cuộc Nội chiến Nga. Dần dần thăng tiến qua các cấp bậc, đến năm 1939, Zhukov được trao quyền chỉ huy một tập đoàn quân và đã giành chiến thắng trong trận chiến quyết định trước quân Nhật tại Khalkhin Gol, trận đánh đem lại cho ông danh hiệu Anh hùng Liên Xô đầu tiên trong tổng số bốn danh hiệu Anh hùng Liên Xô mà ông nhận được. Tháng 2 năm 1941, Zhukov được bổ nhiệm làm Tổng Tham mưu trưởng Hồng quân thay cho Nguyên soái Boris Mikhailovich Shaposhnikov.
Sau khi Đức xâm lược Liên Xô, Zhukov yêu cầu từ chức Tổng Tham mưu trưởng để ra tiền tuyến. Sau đó, ông được cử đến tổ chức phòng thủ tại Leningrad, Moskva và Stalingrad. Ông đã tham gia lên kế hoạch cho một số cuộc tấn công lớn, bao gồm Trận Kursk và Chiến dịch Bagration. Năm 1945, Zhukov chỉ huy Phương diện quân Belorussia 1; tham gia vào Chiến dịch Wisla–Oder và Trận Berlin, dẫn đến sự thất bại của Đức Quốc xã và kết thúc chiến tranh ở Châu Âu. Để ghi nhận công lao của Zhukov trong cuộc chiến, ông được chọn là người tiếp nhận sự đầu hàng của Đức Quốc xã và chủ trì Lễ duyệt binh Chiến thắng ở Moskva năm 1945.
Sau chiến tranh, sự thành công và nổi tiếng của Zhukov và việc ông thường xuyên liên lạc với các nguyên thủ phương Tây khiến Joseph Stalin nghi ngờ ông. Stalin điều ông xuống chỉ huy các quân khu ít có ý nghĩa chiến lược. Sau cái chết của Stalin vào năm 1953, Zhukov đã ủng hộ việc Nikita Khrushchev giành được quyền lãnh đạo Liên Xô. Năm 1955, ông được bổ nhiệm làm Bộ trưởng Quốc phòng và làm Ủy viên Đoàn Chủ tịch. Năm 1957, do can thiệp quá nhiều vào chính trị nên Zhukov lại bị mất ưu ái và buộc phải nghỉ hưu. Ông không bao giờ trở lại chính trường và qua đời vào năm 1974.

## Tiểu sử

### Thời thơ ấu và thanh niên

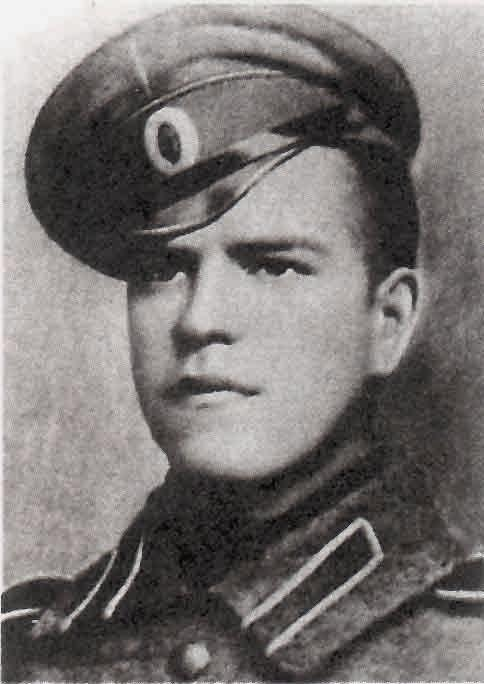
G.K. Zhukov năm 1916

Georgy Zhukov sinh ngày 1 tháng 12 năm 1896 (hay 19 tháng 11 trong lịch Julius), con ông Konstantin Zhukov và bà Ustiniya Artemievna Zhukova trong một gia đình nghèo tại làng Strenkovka, tỉnh Kaluga; làng này nằm ở phía nam Moskva khoảng 160 km. Thuở nhỏ, phải sống rất cực khổ trong ngôi nhà chật chội vừa làm nhà ở, vừa làm nhà bếp nhưng ông rất ham học. Ông thường trích dẫn một câu ngạn ngữ Nga làm phương châm sống cho mình.
| “               | Sống chen chúc không có nghĩa là bị chôn vùi | ” |
| — Ngạn ngữ Nga, |                                              |   |

Năm 7 tuổi, ông được cha cho đi học tại trường dòng. Điểm các môn thi của ông rất cao và ba năm liền được nhận phần thưởng của nhà thờ. Năm lên 9 tuổi, trong một lần theo cha lên Moskva phụ giúp việc đóng giày, ông được chứng kiến tận mắt các cuộc biểu tình của công nhân tại thành phố này để ủng hộ cuộc Cách mạng 1905 tại thủ đô St.Peterburg. Năm 11 tuổi, do việc làm ăn khó khăn, gia đình không còn điều kiện cho ông đi học. Ông được gửi lên Moskva làm thợ học việc trong một cửa hàng đồ da. Trong thời gian làm thợ học việc, ông vẫn theo học hai năm sơ học vào ban đêm.
Ngày 1 tháng 8 năm 1914, Thế chiến thứ nhất bùng nổ. Anh họ của ông là Alexandr (cũng là con trai người chủ xưởng thuê anh) đã nhập ngũ và trở về nhà sau hai tháng vì bị thương nặng. Một người đồng nghiệp của Zhukov là bác thợ già Fyodor Ivanovich Coliosov khuyên ông không nên nhập ngũ vì cuộc chiến tranh này chẳng giúp gì cho việc cha của Zhukov bị xua đuổi khỏi Moskva và mẹ ông sẽ phải "gồng mình" cứu đói cho gia đình. Tuy nhiên, Zhukov có suy nghĩ khác. Ông cảm thấy nước Nga đang trong cơn nguy khốn và trả lời rằng:
| “              | Đến lượt tôi, tôi sẽ chiến đấu hết sức mình và trung thành với Tổ quốc của tôi | ” |
| — G.K. Zhukov, |                                                                                |   |

Có điều, trong hồi ký, Zhukov cũng ghi nhận về những bất công và đau khổ của cuộc chiến, về "những người tàn tật từ mặt trận trở về, trong khi đó vẫn thấy bọn con nhà giàu sống phong lưu, nhàn nhã như xưa." Zhukov cũng kể lại tâm trạng bất mãn của binh sĩ cũng như thái độ vô cảm, hách dịch của tầng lớp sĩ quan cao cấp. Trong khi đó, Zhukov đánh giá cao những hạ sĩ quan và những người chỉ huy cấp thấp, theo ông chỉ có những viên chỉ huy này hiểu, yêu thương binh sĩ, và được binh sĩ ủng hộ, tin tưởng.
Ngày 7 tháng 8 năm 1915, Zhukov nhập ngũ. Ông được điều vào lực lượng kỵ binh, một điều mà ông cảm thấy rất vui vì lâu nay Zhukov luôn đam mê binh chủng "đầy lãng mạn" này. Sau khóa tập huấn tại Trường hạ sĩ quan kỵ binh trong Trung đoàn Kỵ binh Dự bị số 106, cuối tháng 8 năm 1916 Zhukov được điều đến phục vụ tại Trung đoàn long kỵ binh 10 mang tên "Novgorod" (Новгородский 10-й драгунский полк) thuộc Mặt trận Tây Nam nước Nga. Trong thời gian chiến đấu, ông được tặng Huân chương Chữ thập Thánh Georgy hạng 4 (Георгиевский крест, 4-й степени). Tháng 10 năm 1916, ông bị thương trong một trận đánh và được tặng Huân chương Chữ thập Thánh Georgy lần thứ 2 (Георгиевский крест, 3-й степени) vì đã bắt sống được một sĩ quan Đức. Tháng 2 năm 1917, cuộc Cách mạng Tháng Hai nổ ra, Hoàng đế Nikolai II thoái vị, Aleksandr Kerensky thành lập Chính phủ lâm thời. Ngày 27 tháng 2 năm 1917, Zhukov và các sĩ quan phản đối lệnh đàn áp của viên Đại úy chỉ huy người Đức Von der Goltz đối với đoàn biểu tình của người lao động Moskva. Những người lính trong Trung đoàn long kỵ binh 10 đã bầu Zhukov vào Ban Đại biểu Xô viết của Trung đoàn. Ngày 7 tháng 11 năm 1917, Cách mạng Tháng Mười nổ ra. Chính quyền Bolshevik của Lenin tuyên bố rút khỏi cuộc chiến tranh. Do từ chối đi theo chính quyền của Semyon Petlyura ở Ukraina, tháng 11 năm 1917, Đại đội long kỵ binh của Zhukov bị giải thể. Ngày 30 tháng 11 năm 1917, Zhukov trở về quê hương, đem theo giấy chứng nhận giải ngũ và bệnh sốt phát ban (typhus) bị mắc từ mặt trận.

### Trưởng thành trong Hồng quân
Tháng 8 năm 1918, Hồng quân Công nông được thành lập. Tháng 1 năm 1919, Zhukov gia nhập Hồng quân và được bố trí vào Trung đoàn 4 thuộc Sư đoàn kỵ binh Moskva 1. Trong cuộc Nội chiến Nga giữa Hồng quân và các lực lượng Bạch vệ của Denikin, Kolchak, Yudenit và Wrangel, Zhukov đã chiến đấu ở các mặt trận phía Đông, phía Tây và phía Nam, tham gia các chiến dịch Ural và Tsaritsyn (Царицын, nay là Volgograd). Tháng 5 và tháng 6 năm 1919, Sư đoàn kỵ binh Moskva 1 đã đến Ural, chiến đấu chống lại lực lượng chống đối Colchak tại khu vực nhà ga Sipovo. Từ tháng 6 đến tháng 8 năm 1919, ông đã cùng Sư đoàn chuyển quân từ Ural đến tham gia các trận đánh tại các thành phố Vladimirovka và Nikolaevsk ở miền Nam nước Nga. Sau trận đánh này, ông gia nhập Đảng Cộng sản Nga (Bolshevik).
Tháng 10 năm 1919, ông tham gia các trận đánh tại Tsaritsyn. Sau đó trong trận đánh chiếm các thị trấn Zaplavnev (Заплавнев) và Srednei Akhtuba (Средней Ахтубa) thuộc vùng Privolzhe, ông đã bị thương do mảnh đạn pháo. Sau khi tốt nghiệp khóa học đào tạo sĩ quan chỉ huy trung cấp tại Trường Kỵ binh Ryazan, tháng 8 năm 1920, ông đã tham gia vào trận chiến với quân Kulac tại Ekaterinodar. Từ tháng 12 năm 1920 đến tháng 8 năm 1921, ông tham gia vào việc trấn áp cuộc nổi dậy của lực lượng phỉ Antonov ở Tambov. Năm 1922, ông được tặng thưởng Huân chương Cờ đỏ vì:
| “                                                   | Trong trận chiến gần làng Elm tỉnh Tambov tháng 5 năm 1921, mặc dù các lực lượng đối phương tấn công với quân số từ 1.500 đến 2.000 tay kiếm, đồng chí đã cùng với tiểu đoàn của mình chống trả quyết liệt trong 7 giờ liền, sau đó chuyển sang truy kích và tiêu diệt 6 đơn vị quân phiến loạn. | ” |
| — Mệnh lệnh số 183/RMCR của Tổng Tư lệnh Hồng quân, | |   |

### Thời kỳ trướcChiến tranh thế giới thứ hai

#### 1923 đến 1939

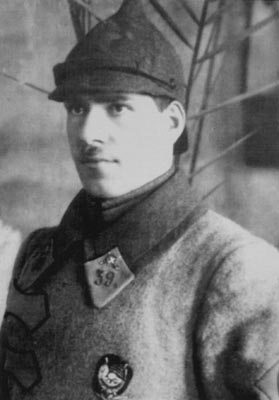
Zhukov trong trang phục kỵ binh Budyony năm 1923, Trung đoàn trưởng Trung đoàn 39 Buzuluk, Sư đoàn kỵ binh 7 Samara.

Từ cuối tháng 5 năm 1923, Zhukov được giao chức vụ Trung đoàn trưởng Trung đoàn 39 của Sư đoàn kỵ binh 7 mang tên "Samara" (7-й Самарской кавалерийской дивизии). Năm 1924, ông được cử đi đào tạo bậc sĩ quan cao cấp tại Trường kỵ binh cao cấp Ryazan. Ông đã lần lượt học tiếp lớp tu nghiệp sĩ quan chỉ huy kỵ binh Leningrad và các khóa học quân sự ở Học viện Quân sự Frunze (tiếng Nga: Военная академия им. М. В. Фрунзе). Trong thời gian tu học này, Zhukov đã tiếp nhận quan điểm chiến thuật tấn công chớp nhoáng dựa trên tổ chức lực lượng cơ giới hóa của Quân đội Đức. Học thuyết này gây ấn tượng lớn đối với ông, và ông đã trở thành một trong những người ủng hộ việc cơ giới hóa Hồng quân.
Năm 1929, ông tốt nghiệp khóa học. Chỉ một năm sau, tháng 5 năm 1930, ông được giao chỉ huy Lữ đoàn 2 của Sư đoàn kỵ binh 7 "Samara" (Lữ đoàn này sau đó đã được Rokossovsky chỉ huy). Sau đó, ông được điều về công tác tại Bộ Tư lệnh Quân khu Bạch Nga. Năm 1932, ông được giao chức vụ Phó chánh Thanh tra kỵ binh, dưới quyền chỉ huy của Ieronim Petrovich Uborevich, Tổng Thanh tra Hồng quân Liên Xô. Tiếp đó, ông được giao chỉ huy Sư đoàn kỵ binh 4. Trong thời gian ông làm Sư đoàn trưởng, cuộc Nội chiến Tây Ban Nha bùng nổ. Năm 1936, ông là một trong số các thành viên quan sát quân sự chủ chốt của Liên Xô được phái tới đó. Trở về nước, ông lần lượt được bổ nhiệm chỉ huy các Quân đoàn kỵ binh 3 và 6. Tháng 7 năm 1938, ông được phong cấp bậc Sư đoàn trưởng (tương đương Thiếu tướng), được giao chức vụ phó Tư lệnh Quân khu đặc biệt miền Tây. Zhukov được Nguyên soái S. M. Budiony đánh giá là một sĩ quan kỵ binh ưu tú. Ông chỉ huy đơn vị nghiêm minh, quản lý đúng phương pháp, các đơn vị được giao cho ông phụ trách bao giờ cũng là đơn vị tiên tiến, lập nhiều thành tích xuất sắc trong huấn luyện. Riêng Sư đoàn kỵ binh 4 trong thời gian ông chỉ huy đã được tặng thưởng Huân chương Cờ đỏ.
Trong thời gian của cuộc Đại thanh trừng 1937-1938 của Stalin nhắm vào Hồng quân, ông bị viên Chính ủy Sư đoàn kỵ binh số 4 S. P. Tikhomirop tố cáo về một loạt khiếm khuyết "vụn vặt" như hay nổi nóng với cấp dưới khi họ không hoàn thành nhiệm vụ, đã cùng ăn tối với I. P. Uborevich, một trong các tướng lĩnh cao cấp của Hồng quân bị buộc tội là "kẻ thù của nhân dân" và đã bị xử tử. Tuy nhiên, Zhukov đã gửi điện cho Stalin và Voroshilov để nói rõ mọi chuyện, trong đó có mối quan hệ xã giao thông thường với I. P. Uborevich mà Tikhomirop đã cố tình buộc cho ông. Những kiến giải của Zhukov được chấp nhận và ông vẫn tiếp tục giữ vị trí của mình.

#### TrongChiến dịch Khalkhin Gol

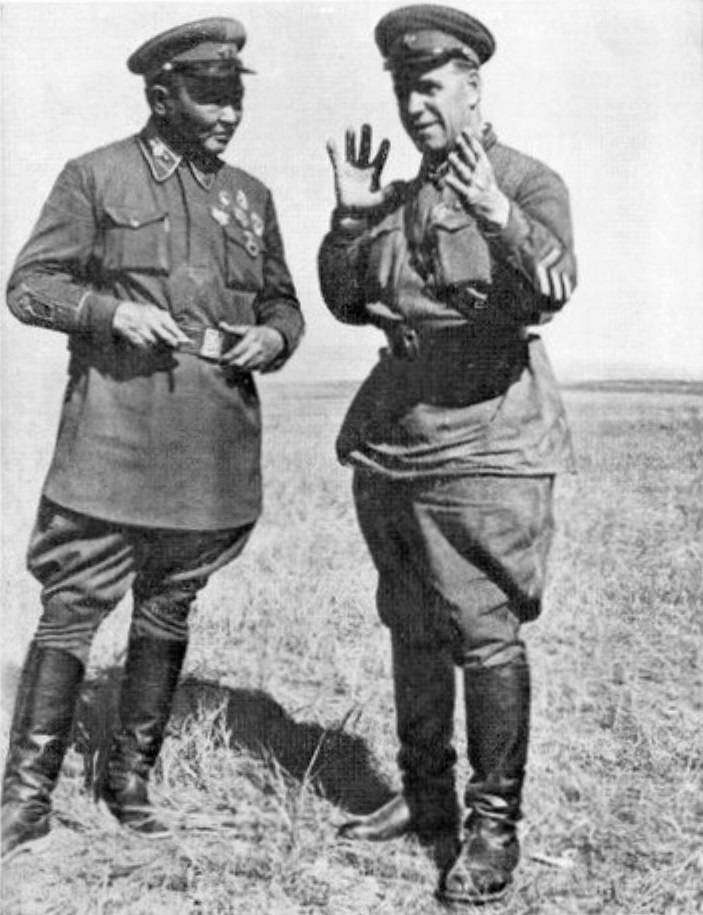
Zhukov và Khorloogiin Choibalsan trong Chiến dịch Khalkhin Gol.

Tháng 5 năm 1939, quân đội Nhật Bản tiến hành khiêu khích vũ trang tại vùng Khalkhin Gol (Mông Cổ). Ngày 5 tháng 6 năm 1939, Zhukov được bổ nhiệm chức vụ Tư lệnh Quân đoàn đặc biệt số 57, trên thực tế chỉ huy Cụm quân số 1 liên quân Liên Xô - Mông Cổ (tương đương cấp Tập đoàn quân), chỉ huy liên quân Xô-Mông trên chiến trường, với cấp bậc Quân đoàn trưởng (tương đương Trung tướng). Từ ngày 20 đến ngày 31 tháng 8 năm 1939, ông đã tổ chức chiến dịch bao vây, tiêu diệt cụm quân Nhật của tướng Komatsubara Michitarō tại Khalkhin Gol. Trong chiến dịch này, Zhukov đã sử dụng hiệu quả lực lượng xe tăng - cơ giới hoá, phối hợp với không quân và hoả lực yểm hộ của pháo binh để bao vây, chia cắt các đơn vị Nhật. Phương pháp tác chiến này về sau được gọi là phương pháp hiệp đồng binh chủng, ra đời trước phương pháp tương tự mà quân Đức áp dụng trong cuộc tấn công Ba Lan sau này. Trong trận đánh chia cắt và bao vây các tập đoàn quân được trang bị nặng của Nhật, Quân đội Liên Xô đã đuổi được quân Nhật ra khỏi khu vực Khalkhin Gol, loại khỏi vòng chiến đấu hơn 61.000 quân Nhật.. Đây là lần đầu tiên Zhukov thể hiện tài năng về mặt chỉ huy và hiệp đồng tác chiến binh chủng.
Chiến thắng ở Khalkhin Gol không chỉ có ý nghĩa về mặt chiến thuật và ngoại giao. Trong chiến dịch này, Zhukov đã thử nghiệm và sử dụng thành công nhiều chiến thuật mới mà sau này Hồng quân sẽ áp dụng để đánh bại phát xít Đức trong cuộc chiến tranh vệ quốc, tỉ như việc sử dụng cầu ngầm dưới nước, hay phiên chế các tân binh chung đơn vị với những binh sĩ kinh nghiệm để bổ túc kinh nghiệm chiến đấu cho nhau. Đồng thời, việc nghiên cứu hiệu quả tác chiến của các xe tăng BT trong chiến dịch này đã khiến Hồng quân thay thế các động cơ xăng bằng động cơ diesel trong xe tăng cũng như cung cấp nhiều kiến thức cần thiết cho việc phát triển các xe tăng T-34. Các binh sĩ thiện chiến từng tham gia trận Khalkhin Gol cũng được phiên chế sang các đơn vị tân binh nhằm bổ túc kinh nghiệm cho họ.
Tuy nhiên, chiến thắng Khalkhin Gol và chiến thuật của Zhukov không được biết đến nhiều bên ngoài Liên bang Xô viết. Kết quả là thảm bại của các nước Đồng minh phương Tây tại Trận chiến nước Pháp năm 1940 trước chiến thuật Chiến tranh chớp nhoáng của Đức. Chính vì thế, Zhukov cho rằng trận Khalkhin Gol là một bước chuẩn bị cần thiết cho Liên Xô trước cuộc chiến tranh giữ nước vĩ đại. Sau chiến dịch này, Zhukov được trao tặng danh hiệu Anh hùng Liên bang Xô viết theo Quyết định số 435/MPR ngày 28 tháng 8 năm 1939. Tháng 6 năm 1940, ông được bổ nhiệm chức vụ Tư lệnh Quân khu đặc biệt Kiev. Trong cuộc cải tổ hệ thống cấp hàm quân đội Liên Xô, với quân hàm cũ là Quân đoàn trưởng, ông được phong vượt cấp lên quân hàm Đại tướng (tháng 5 năm 1940) theo chế độ quân hàm mới (tương đương với cấp bậc Tư lệnh Tập đoàn quân bậc 1 cũ, tức vượt 2 cấp).
Ngoài năng lực tổ chức tác chiến. Zhukov còn được đánh giá cao trong việc nâng cao khả năng chiến đấu hợp đồng quân chủng của quân đội. Ngày 9 tháng 6 năm 1940, ông được kiêm nhiệm chức vụ Tư lệnh Quân khu Odessa theo các chỉ thị số 583/OU và 584/OU của Bộ trưởng Dân ủy Quốc phòng để triển khai các kế hoạch phòng thủ biên giới quốc gia (KOVO), trong đó có nhiệm vụ phòng thủ biên giới tại vùng Bessarabia. Ngày 28 tháng 6 năm 1940, Phương diện quân Nam với 460.000 quân do ông làm Tổng Tư lệnh, Trung tướng N. F. Vatutin làm Tham mưu trưởng đã vượt biên giới cũ tấn công và lấy lại vùng Bessarabia. Khi quân đội Romania tổ chức phản công, Zhukov đã điều động các Lữ đoàn đổ bộ đường không 201 và 204, phối hợp với lực lượng hải quân đánh bộ và hai lữ đoàn thiết giáp đẩy lui quân Romania. Ngày 2 tháng 9 năm 1940, Xô viết Tối cao Liên Xô đã thông qua sắc lệnh thành lập nước Cộng hoà Xã hội Chủ nghĩa Xô viết Moldavia trên vùng đất Bắc Bukovina và ba huyện thuộc vùng Bessarabia với dân số 776.000 người trên diện tích 50.762 km vuông.

#### Ngay trước khi Chiến tranh Xô-Đức nổ ra

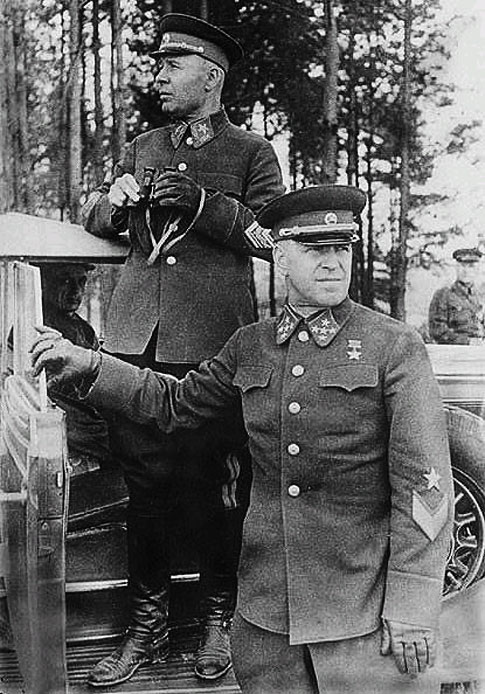
Sau chiến dịch Khalkhin Gol, Zhukov được phong quân hàm Đại tướng

Mùa thu năm 1940, Zhukov bắt tay vào thực hiện các kế hoạch diễn tập phòng thủ biên giới Liên Xô, giờ đây đã được đẩy sang phía Tây tại các vùng tiếp giáp Ba Lan - Đông Phổ (phía Tây) và Hungary - Romania (phía Tây Nam), có tên gọi là "Huấn luyện quân sự và chính trị cho quân đội trong mùa hè năm 1940".. Trong cuộc diễn tập này, Zhukov được giao chỉ huy quân "Xanh" (quân đội xâm lược giả định) và Đại tướng xe tăng Dmitry Pavlov được giao chỉ huy quân "Đỏ" (Hồng quân Liên Xô). Những sự kiện có thể xảy ra tại biên giới phía Tây trong trường hợp Đức tấn công Liên Xô đã được lấy làm cơ sở cho tình huống chiến lược. Phương diện quân "Xanh" của Zhukov được giả định đóng trên tuyến sông Vistula có nhiệm vụ tấn công từ Ba Lan và Đông Phổ với binh lực dự kiến 60 sư đoàn. Phương diện quân "Đỏ" của Pavlov phải bảo vệ Bạch Nga và Litva với binh lực dự kiến 50 sư đoàn. Hai bên đều có trong tay những lực lượng không quân và xe tăng mạnh tương đương nhau. Tuy nhiên, trái với kế hoạch dự kiến là quân "Đỏ" phòng ngự, còn quân "Xanh" tấn công; Pavlov lại cho quân của mình tấn công trước từ ngày 1 tháng 8 năm 1940 với ý đồ đến ngày 3 tháng 9, sẽ đoạt được tuyến sông Vistula. Hành động này của Pavlov bộc lộ nhiều thiếu sót và đã được Zhukov khai thác triệt để trong cuộc tập trận. Bằng các đòn đột kích sâu của các lực lượng xe tăng mạnh vào hai bên sườn, Zhukov không những không để cho Pavlov thực hiện được ý định bao vây quân "Xanh" của ông ở bờ Đông sông Vistula mà còn hợp vây quân "Đỏ" tại bờ Tây sông Neman ngày 13 tháng 8, đưa quân "Xanh" đột kích vào sâu lãnh thổ Liên Xô từ 110 đến 120 km. Sau ba ngày diễn tập, quân "Đỏ" bị Zhukov đánh bại. Stalin đặc biệt khó chịu về thất bại của quân "Đỏ". Khi được Stalin hỏi về nguyên nhân thất bại của quân "Đỏ", Pavlov đánh trống lảng rằng: "Đó là việc vẫn thường xảy ra khi diễn tập". Pavlov không hề lường trước rằng, chỉ một năm sau, ông đã gặp thất bại cay đắng nhất và là thất bại cuối cùng của cuộc đời binh nghiệp trong một trận chiến thực sự với các diễn biến tương tự trước Cụm Tập đoàn quân Trung tâm (Đức) cũng sử dụng những phương pháp đột kích giống như Zhukov đã diễn tập trong mùa thu năm 1940 cũng tại khu vực Belarus. Tất cả những tình huống diễn ra trong cuộc diễn tập so với thực tế chiến trường 10 tháng sau đó giống nhau đến nỗi P. N. Bobylev đã phải làm một cuộc so sánh giữa "Diễn tập" và "Thảm họa".
Trong cuộc diễn tập thứ hai tại Quân khu đặc biệt Kiev, vai trò được thay đổi, Zhukov được giao chỉ huy quân "Đỏ". Nguyên soái Grigory Kulik cầm quân "Xanh". Ngay ngày đầu xuất quân, ông đã cho triển khai tấn công từ lãnh thổ của Ukraina và Bessarabia vào lãnh thổ của đối phương ở phía tây trên chính diện 90–180 km ở khu vực biên giới của Liên bang Xô viết với Slovakia (phía Bắc) và Romania (phía Nam). Lần này thì quân "Đỏ" thắng. Cuộc diễn tập thứ hai kết thúc với việc quân "Đỏ" đánh chiếm Budapest sau một trận đột phá đến hồ Balaton và vượt sông Danube. Bốn năm sau, bằng những cuộc hành binh tương tự, các Phương diện quân Ukraina 2 của Nguyên soái Rodion Malinovsky và 3 của nguyên soái Fyodor Tolbukhin đã đánh sập toàn bộ cánh Nam của quân đội Đức Quốc xã tại mặt trận Xô-Đức. Kết thúc cuộc tập trận hè-thu năm 1940, Zhukov được chỉ định vào chức vụ Tổng Tham mưu trưởng quân đội Liên Xô.
Có thể nói Zhukov đã hội đủ mọi tố chất để trở thành một vị tướng tài ba: Giỏi quan sát và phán đoán địch tình; dự kiến tình huống phát triển một cách chính xác; biết xử trí linh hoạt, ứng phó hữu hiệu với sự thay đổi của tình hình; điều chỉnh bố trí binh lực một cách hợp lý, luôn giáng cho địch những đòn đích đáng. Ông bao giờ cũng chọn đúng điểm đột phá khẩu, biết sử dụng binh đoàn xe tăng, chia cắt và đánh vu hồi, nhanh chóng đẩy đối thủ vào thế bị động. Zhukov còn là một nhà chiến thuật tài năng, hiểu rõ tầm quan trọng của yếu tố địa hình và khí hậu. Trước khi nổ ra chiến dịch, bao giờ ông cũng tiến hành thị sát và đo đạc địa hình, tính toán cân nhắc cẩn thận so sánh lực lượng giữa hai bên, dựa vào sức mạnh tổng hợp của các quân binh chủng, luôn chú ý việc yểm hộ có hiệu quả của không quân, pháo binh, sự đảm bảo các đơn vị công binh công trình, thông tin và hậu cần tiếp liệu. Ông không bao giờ chấp nhận một cuộc giao tranh mà không nắm chắc phần thắng.
Từ tháng 2 năm 1941, trên cương vị Tổng Tham mưu trưởng, Thứ trưởng Bộ Dân ủy Quốc phòng Liên Xô, ông tham gia soạn thảo tài liệu "Kế hoạch chiến lược cho việc triển khai của Liên Xô trong trường hợp chiến tranh với Đức và các đồng minh của nó"  Bản kế hoạch đã hoàn thành không muộn hơn ngày 15 tháng 5 năm 1941. Trong tài liệu này, có đoạn chỉ rõ:
| “ | Nước Đức hiện nay đã huy động phần lớn quân đội của nó đến biên giới và tích cực xây dựng các đơn vị dự bị. Điều đó cảnh báo cho chúng ta về một cuộc tấn công bất ngờ có thể xảy ra. Để ngăn chặn điều này, tôi cho là cần thiết phải giành quyền chủ động chiến lược đối với Đế chế thứ ba trong bất kỳ trường hợp nào, kể cả việc ngăn chặn trước kẻ thù và triển khai tấn công các đơn vị quân Đức khi xác định chắc chắn thời gian chúng triển khai tấn công. Thậm chí, phải làm cho chúng không có thời gian chuẩn bị trước để tạo ra ưu thế về binh lực. | ” |

Một số nhà nghiên cứu cho rằng, vào tối 14 tháng 5 năm 1941, Bộ trưởng Dân ủy Quốc phòng Semyon Timoshenko và Tổng Tham mưu trưởng Zhukov đã báo cáo với Stalin một tài liệu đề nghị triển khai tấn công trước của quân đội Liên Xô qua lãnh thổ miền Nam Ba Lan (với mục tiêu đánh chiếm tuyến phân giới Vistula) sau đó, có thể phát triển đến Katowice hoặc Berlin (trong trường hợp các cụm quân chủ lực của Đức rút lui đến Berlin), hoặc vùng bờ biển Baltic, khi các lực lượng chính của Đức không kịp rút và phải cố gắng giữ lãnh thổ Ba Lan và Đông Phổ. Cuộc tấn công trên cánh trái của Mặt trận phía Tây theo hướng dự kiến sẽ đến Siedlce, Deblin, đến các cụm quân tại Warsawa; đánh chiếm Warsawa và tấn công ở hướng Tây Nam của mặt trận để đánh bại đối phương tại Lublin..
Hiện nay, các nhà sử học hoàn toàn không có tài liệu gốc để xác định có hay không bản kế hoạch nói trên, và nếu có thì liệu nó có được Stalin thông qua hay không vì không có một bằng chứng nào về việc ký tài liệu này, mặc dù khoảng dành cho chữ ký trong đó đã được đánh dấu. Theo một bản ghi lại cuộc phỏng vấn Zhukov ngày 26 tháng 5 năm 1965, kế hoạch này đã không được Stalin chấp thuận. Tuy nhiên, Zhukov đã không xác định được vào thời điểm ngày 22 tháng 6 năm 1941, liệu kế hoạch có được thông qua và được đem ra thực hiện. Cho đến thời điểm hiện nay, có thể xác định Liên Xô không có kế hoạch nào khác cho cuộc chiến với Đức có chữ ký của Stalin mà không được công bố.
Trong giai đoạn 1930-1940, với sự chấp thuận của lãnh đạo Liên Xô, các nhà nghệ sĩ, nhà văn đã có một số tác phẩm giả tưởng về một cuộc tấn công như vậy. Do đó, nó làm cho người ta dễ hiểu lầm rằng kế hoạch nói trên dường như đã được thông qua. Điều này còn được nhấn mạnh bởi những người cực đoan luôn tin rằng kế hoạch hành động của Hồng quân chỉ có thể là "tấn công". Từ đó, người ta cho rằng Zhukov đã có sẵn một kế hoạch tấn công vào "đêm trước" cuộc xâm lược Liên Xô của nước Đức Quốc xã với suy lý rằng nếu kế hoạch này không được thực hiện thì đó là do sự không chấp thuận của Stalin. Tuy nhiên điều cần lưu ý là mọi kế hoạch tác chiến đều phải căn cứ vào tình hình thực tế trên mặt trận vào thời điểm đó, chứ không thể tùy tiện đặt ra cho dù những hành động giáng trả của quân đội Liên Xô đối với quân Đức ngày 22 tháng 6 năm 1941 có vẻ như gián tiếp hoặc trực tiếp triển khai tấn công.. Bản thân Zhukov cũng không hề nhắc đến kế hoạch này trong hồi ký của mình, kể cả tại bản đầy đủ được công bố năm 1992. Theo nguyên soái Aleksandr Vasilevsky, trong khi kết quả cuộc tập trận tại Quân khu đặc biệt miền Tây không được phổ biến rộng rãi, thì kết quả cuộc tập trận tại Quân khu đặc biệt Kiev lại được khuếch trương quá mức bởi các cơ quan tuyên truyền và các văn nghệ sĩ, làm lan rộng ảo tưởng có thể giành thắng lợi dễ dàng trong chiến tranh bằng đòn tấn công sang lãnh thổ đối phương.
Có điều chắc chắn là Zhukov đã nhận định rằng Chiến tranh Xô-Đức là không thể tránh khỏi, nên về mặt xây dựng quân đội, ông đã đề xuất thành lập các đơn vị thiết giáp độc lập để đáp ứng nhu cầu của chiến tranh. Tuy nhiên ý kiến đúng đắn của ông đã không được giới lãnh đạo Liên Xô coi trọng. Điều này chỉ được chứng thực vào tháng 6 năm 1941, khi Chiến tranh Xô-Đức nổ ra, thực tế chiến trường đã chứng minh hầu hết các luận điểm của ông về sử dụng tập trung xe tăng trong chiến tranh hiện đại là chính xác.

### Trong Chiến tranh Xô-Đức

#### Năm 1941
Ngày 22 tháng 6 năm 1941, Đức Quốc xã bất ngờ tấn công Liên Xô. Trên cương vị Tổng Tham mưu trưởng, ông đã đề nghị Stalin ban hành Chỉ thị số 1 (lúc 0 giờ 25 phút ngày 22 tháng 6). Đến 7 giờ 15 phút ngày 22 tháng 6, ông đề nghị Bộ Tổng tư lệnh ra Chỉ thị số 2 ban hành lệnh tổng động viên trên toàn bộ phần lãnh thổ châu Âu của Liên Xô để chống lại cuộc tấn công xâm lược của nước Đức Quốc xã. 13 giờ cùng ngày, theo lệnh của Stalin, ông bay đến Phương diện quân Tây Nam để thị sát tình hình và chỉ đạo tại chỗ. Hồi 23 giờ 50 phút ngày 22 tháng 6. Stalin ra lệnh cho Phó Tổng tham mưu trưởng Nikolay Vatutin thảo Chỉ thị số 3 yêu cầu các phương diện quân chuẩn bị tổng phản công. Từ Tarnopol, Zhukov điện về Moskva nói rõ rằng ông không thể đồng ý vì chưa nắm được tình hình đối phương. Tuy nhiên, khi Vatutin nói rằng Stalin đã tự quyết định thì ông mới miễn cưỡng bảo Vatutin ghi chữ ký của ông bên cạnh chữ ký của Timoshenko. Do không nắm được tình hình quân Đức, không căn cứ vào thực tế chiến trường và không được chuẩn bị chu đáo, đặc biệt về không quân yểm hộ mặt đất và hậu cần tiếp liệu, các cuộc phản công của các Phương diện quân Tây, Tây Bắc, Tây Nam và Nam đã thất bại. Là đại diện Bộ Tổng tư lệnh tối cao tại Phương diện quân Tây Nam, Zhukov đã cố gắng hết sức để chỉ đạo các hoạt động tác chiến và thu được một số kết quả, thiết lập được tuyến phòng thủ nhiều lớp để làm chậm đáng kể bước tiến của Cụm Tập đoàn quân Nam (Đức) trong khi Phương diện quân Tây Bắc đã chịu những tổn thất lớn và Phương diện quân Tây đã bị tổn thất đặc biệt nghiêm trọng.

##### Kế hoạch rút khỏi Kiev và trận Yelnya
Zhukov nhìn thấu toàn bộ cục diện trận chiến, lại hiểu rõ tư tưởng quân sự của người Đức. Sau khi nghiên cứu sự bố trí lực lượng của quân Đức trên chiến trường, ông và các đồng sự kết luận rằng lực lượng thiết giáp Đức đã bị tiêu hao trong các đợt tấn công vừa qua, nên mục tiêu khả dĩ trước mắt là các vị trí tương đối yếu của Hồng quân. Ông cho rằng quân Đức sẽ không đánh ngay vào thủ đô Moskva, mà sẽ nhằm vào Phương diện quân Trung tâm để từ đó tập kích vào hông và cánh phải của Phương diện quân Tây Nam đang giữ Kiev. Sau đó, Zhukov đề xuất một kế hoạch táo bạo: điều quân trấn thủ phía Tây Moskva đến tăng cường cho Phương diện quân Trung tâm, rút phương diện quân Tây Nam khỏi Kiev, lui về phía Tây sông Dnepr để tránh bị bao vây. Phương diện quân Tây sẽ tấn công vào chỗ lồi Yelnya để xóa sổ nguy cơ quân Đức dùng bàn đạp này để đánh vào Moskva.
Tuy nhiên, Stalin không chấp thuận rút khỏi Kiev. Đêm 29 tháng 7, trong một cuộc tranh luận nảy lửa, Stalin gọi chủ trương bỏ Kiev để giữ quân đội của Zhukov là hồ đồ. Với cá tính bộc trực, Zhukov coi thái độ của Stalin là sự phủ định đối với tri thức, kinh nghiệm của bao nhiêu người trong Bộ Tham mưu. Không chấp nhận cách phủ định đó, Zhukov đề nghị được thôi giữ chức vụ Tổng Tham mưu trưởng và xuống chỉ huy các đơn vị đang chiến đấu:
| “                                | Nếu đồng chí nghĩ rằng với tư cách Tổng Tham mưu trưởng, tôi chỉ có khả năng phát biểu những điều hồ đồ thì tôi không còn gì để làm ở đây. Tôi đề nghị cho tôi được rút khỏi chức vụ Tổng Tham mưu trưởng và được điều ra ngoài mặt trận. Ở đó tôi cảm thấy mình sẽ có ích hơn cho Tổ quốc ! | ” |
| — Georgy Konstantinovich Zhukov, | |   |

Stalin đồng ý và phái ông đến làm Tư lệnh Phương diện quân Dự bị. Tuy nhiên Stalin nhấn mạnh là Zhukov vẫn là một thành viên trong Bộ Tổng Tư lệnh tối cao. Vào giai đoạn cuối Chiến dịch Smolensk 1941, từ ngày 30 tháng 8 đến ngày 8 tháng 9 năm 1941, ông chỉ huy Phương diện quân Dự bị tổ chức thành công trận phản kích vào Yelnya, xóa bỏ một bàn đạp quan trọng của quân Đức trước cửa ngõ Moskva, biến Yelnya thành mồ chôn của 5 vạn quân Đức trong đó có cả sư đoàn "Đại Đức" của Đảng phát xít Đức.
Trong khi đang chỉ huy Phương diện quân Dự bị, Zhukov vẫn nghiên cứu tình hình quân Đức và chú ý đến các mặt trận khác. Ngày 19 tháng 8 năm 1941, khi phát hiện Tập đoàn quân xe tăng 2 (Đức) chuyển hướng tấn công xuống phía Nam vào Glukhov, Chernigov, Konotop, Lokhvitsa, ông đã gửi cho Stalin một bức điện dự báo quân Đức sẽ tập trung công kích sau lưng Phương diện quân Tây Nam, tiêu diệt Phương diện quân này để xóa bỏ nguy cơ Cụm tập đoàn quân Trung tâm bị đánh thọc sườn, từ đó sẽ tấn công Donbass. Các mục tiêu này hoàn thành, thì đại bộ phận lực lượng thiết giáp sẽ lại tập trung vào hướng Moskva. Ông yêu cầu thành lập càng sớm càng tốt một cụm quân mạnh ở tuyến Glukhov, Chernigov, Konotop để ngăn chặn ý đồ bao vây Phương diện quân Tây Nam của quân Đức. Ba tuần sau, ngày 5 tháng 9, quân Đức đã thực hiện cuộc tấn công này. Mặc dù Bộ Tổng tư lệnh quân đội Liên Xô đã tổ chức các Phương diện quân Trung tâm và Bryansk nhưng do không đủ lực lượng, phương tiện, do sự thụ động của các tướng F. I. Kuznetsov và A. I. Yeriomenko và do Stalin quyết định rút quân quá muộn; nên quân Đức với ưu thế binh lực vượt trội đã hợp vây và tiêu diệt Phương diện quân Tây Nam, chiếm Kiev.

##### Leningrad
Ngày 14 tháng 9, Zhukov được giao chỉ huy Phương diện quân Leningrad giữa lúc Cụm Tập đoàn quân Bắc của Đức đã vây chặt và cố chiếm lấy thành phố. Trong tuần đầu tiên, ông đã cùng Bộ Tư lệnh Phương diện quân tổ chức lại tuyến phòng ngự, ngăn chặn và đánh bại nhiều cuộc tấn công của quân đội Đức. Những sĩ quan chỉ huy kém cỏi cũng như những binh sĩ bỏ chạy khỏi trận tuyến đều bị xử tử. Zhukov ra lệnh bố trí những trận địa pháo mật độ cao che chắn những hướng chủ yếu và rải mìn dày đặc ở những khu vực có nguy cơ cao, đồng thời tăng cường hệ thống phòng không, đề phòng nguy cơ quân Đức nhảy dù. Ông còn hạ lệnh cho thủy quân của Hạm đội Baltic bỏ chiến hạm lên bờ tác chiến, yêu cầu binh sĩ phải tận dụng mọi cơ hội dù là nhỏ nhất để tổ chức phản kích, liên tục quấy rối ở mọi nơi, ngăn cản quân Đức tập trung binh lực tấn công mạnh vào thành phố. Sau đó ông tập hợp một lực lượng gồm 5 vạn binh sĩ mở một đợt tấn công dữ đội vào mũi tấn công vươn xa nhất của quân Đức vào Leningard. Được sự yểm hộ tích cực của pháo mặt đất và hải pháo, đợt tấn công này đã tước mất hơn một nửa binh lực tấn công của quân Đức tại khu vực đó.
Đồng thời, Zhukov cũng nhận ra rằng, bị kích thích bởi trận thắng lớn tại Kiev, Hitler sẽ tranh thủ mở ngay một đợt tấn công nhằm vào Moskva để kết thúc sớm chiến tranh. Như thế, Tập đoàn quân thiết giáp ở khu vực Leningrad sẽ được chuyển đến chiến trường Moskva, và cụm Tập đoàn quân Bắc khi mất lực lượng thiết giáp sẽ phải ngừng các cuộc tấn công. Mọi chuyện xảy ra như phán đoán của ông, và Thống chế chỉ huy Cụm quân Bắc Wilhelm von Leeb bị mất chức khi ngưng tấn công trái ý với Hitler. Ngày 21 tháng 9, Hitler đành ra lệnh ngưng công kích Leningrad và chuyển sang bao vây phong tỏa thành phố. Trong một thời gian ngắn sau sự kiện, Zhukov đã kịp củng cố các tuyến phòng ngự bằng lực lượng của Phương diện quân và Hạm đội Baltic, biến Leningrad thành một pháo đài vững chắc. Trong khoảng thời gian sau đó, Zhukov vẫn tiếp tục giám sát tình hình mặt trận, bí mật bay ra bay vào thành phố và tham gia vào việc tổ chức sơ tán dân chúng, di tản các nhà máy công nghiệp, tái tổ chức lại lực lượng sau khi Tập đoàn quân Xung kích của tướng Vlaslov bị tiêu diệt, cũng như phối hợp một số đợt tấn công nhằm giải vây Leningrad.

##### Moskva
Sau khi mặt trận Leningrad tạm bình ổn, đủ sức chống trả cuộc vây hãm, ngày 8 tháng 10, Zhukov được điều về lại Phương diện quân Dự bị. Lúc này, Phương diện quân này và Phương diện quân Tây đang bị ba Tập đoàn quân xe tăng và 3 tập đoàn quân dã chiến Đức bao vây tại khu vực Rzhev - Vyazma, còn Tư lệnh Budyonny của Phương diện quân không có mặt ở Chỉ huy sở, các sĩ quan trong Bộ tư lệnh hoàn toàn không biết chuyện gì đang xảy ra. Zhukov cố gắng liên lạc với Budyonny và đích thân ra mặt trận để nắm tình hình chiến sự. Để thống nhất hoạt động, ông đã đề nghị với Stalin hợp nhất hai phương diện quân này và trở thành người tổ chức phòng thủ Moskva trên thực tế.
Sau một thời gian ngắn, Zhukov bắt liên lạc được với lực lượng của Phương diện quân Tây đang bị bao vây. Ông phân tích cho họ thấy chỗ mạnh yếu của quân Đức và hướng dẫn họ tổ chức chống trả. Dưới sự chỉ đạo của Zhukov, Hồng quân đã củng cố được trận địa và tiêu hao nặng sinh lực của quân địch, khiến sức tấn công của quân Đức càng lúc càng suy yếu.
Ngày 15 tháng 11, quân Đức lại mở một đợt tổng công kích Moskva. Trong khu vực Krasnaia Poliana (Красная поляна) và Kriukovo (Крюково) ở phía Tây Bắc, quân Đức chỉ còn cách Moskva 20 km. Dưới áp lực nặng nề, Zhukov vẫn bình tĩnh nhận ra một sai lầm quan trọng trong kế hoạch tấn công của quân Đức: người Đức chủ trương bao vây Moskva nên dốc toàn lực đánh mạnh ở hai cánh, nhưng 6 quân đoàn bố trí ở chính diện hầu như không làm gì cả. Vì vậy ông đề xuất một kế hoạch táo bạo: rút bớt một phần lớn lực lượng ở trung tâm để tăng cường cho hai cánh. Nhờ vậy mà Hồng quân đã không phải tung lực lượng dự bị vào trận mà "để dành" cho đợt phản công mở màn vào ngày 6 tháng 12 cùng năm.
Tuy nhiên, việc rút bớt quân ở khu vực chính diện đã khiến lực lượng trấn thủ nơi đây trở nên hết sức mỏng. Vì vậy Zhukov ra lệnh cho bộ đội tại khu vực này phải canh phòng hết sức cẩn mật, ngừa trường hợp quân Đức mở một đợt tấn công tại đây. Đúng như ông dự đoán, sau cùng quân Đức đã nhận thấy sai lầm của mình và bắt đầu tấn công vào khu vực chính diện. Tuy nhiên sự phòng thủ hết sức kỹ lưỡng của Hồng quân đã chặn đứng tất cả các đợt tấn công của quân Đức.
Mặc dù cả ba Phương diện quân của Liên Xô không chiếm ưu thế về binh lực so với Cụm tập đoàn quân Trung tâm của quân đội Đức Quốc xã: về người 1,1 triệu/1,7 triệu, về xe tăng 774/1.170 chiếc. G. K. Zhukov vẫn quyết tâm phản công. Ngày 1 tháng 12, ông đã chỉ đạo Phương diện quân Tây phối hợp với Phương diện quân Briansk và Phương diện quân Kalinin tiến hành chiến dịch phản công tại khu vực Moskva. Sau hai tháng phản công đã tiêu diệt 581.900 quân Đức, đánh bật quân Đức khỏi khu vực Moskva và các vùng phụ cận từ 100 đến 250 km. Đây là lần đầu tiên trong chiến tranh thế giới thứ hai, quân Đức bị đánh bại trong một trận đánh chiến lược, có quy mô lớn với hàng triệu quân mỗi bên tham gia. Sau trận này, Kế hoạch Barbarossa của nước Đức Quốc xã hoàn toàn phá sản. Trận đánh này đã củng cố niềm tin của liên minh chống phát xít toàn thế giới chống lại Hitler và các đồng minh trong phe Trục.
Và Zhukov, với tư cách là người cứu Moskva, trở nên nổi tiếng vang dội. Trong buổi lễ mừng công ngày 25 tháng 5 năm 1945 sau khi chiến tranh kết thúc, Stalin đã hết lời khen ngợi Zhukov. Ông đã phát biểu như sau:
| “               | Tổ quốc và Đảng vĩnh viễn không bao giờ quên công lao của những chỉ huy viên quân đội Liên Xô đã phát huy trong cuộc chiến tranh bảo vệ dân tộc. Tên tuổi của các tướng lĩnh chiến thắng đã cứu nguy cho Tổ quốc sẽ vĩnh viễn được ghi chép vào lịch sử và sẽ được khắc lên trên những tấm bia vinh dự cắm tại chiến trường để được lưu danh trăm năm. Trong số các chiến trường đó, có một chiến trường mang ý nghĩa không tầm thường, đó là chiến trường đại chiến tại thủ đô Moskva. Và tên tuổi của đồng chí Zhukov, được tượng trưng cho sự thắng lợi, sẽ vĩnh viễn không tách rời với sự liên hệ của chiến trường này. | ” |
| — I. V. Stalin, | |   |

#### Năm 1942

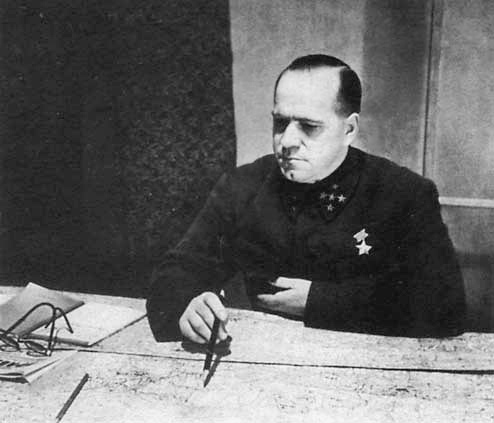
Đại tướng G. K. Zhukov, Tư lệnh Phương diện quân Tây

Trong năm này, với tư cách đại diện Đại bản doanh Bộ Tổng tư lệnh tối cao Liên Xô, G. K. Zhukov chỉ đạo quân đội Liên Xô thực hiện bốn hoạt động quân sự lớn, gồm có: 
- Đợt 2 chiến dịch phản công Moskva từ ngày 7 đến ngày 17 tháng 1 năm 1942;
- Chiến dịch phản công Rzhev-Vyazma (1942) từ ngày 8 tháng 1 đến ngày 28 tháng 2 năm 1942;
- Chiến dịch Rzhev - Sychevka lần 1 từ 30 tháng 7 đến 1 tháng 10 năm 1942;
- Chiến dịch Rzhev - Sychevka lần 2 từ 25 tháng 11 đến 20 tháng 12 năm 1942.

##### Kế hoạch Sao Hỏa
Đến tháng 2 năm 1942, ảnh hưởng từ cuộc phản công thắng lợi của quân đội Xô Viết gần Moskva bắt đầu suy giảm vì quân đội Đức đã chuyển một số binh đoàn từ Tây Âu sang và tăng sức đề kháng. Mặc dù thiếu quân tiếp viện và thiếu đạn dược nhưng G. K. Zhukov vẫn tiếp tục tấn công quân Đức đang hồi phục phần nào sau khi thất bại tại Moskva. Do kết quả hành động nóng vội của Phương diện quân Kalinin, mùa hè năm 1942 tập đoàn quân 33, quân đoàn kỵ binh cận vệ 1 và quân đoàn đổ bộ đường không 4 đã bị quân Đức bao vây tại Rzhev. Ông đặt ra nhiệm vụ phải giải vây cho các đơn vị quân dội Liên Xô đang bị bao vây tại "chỗ lồi" Rzhev - Viazma. Hai chiến dịch được tổ chức từ tháng 1 đến tháng 4 và từ tháng 7 đến tháng 10 năm 1942 đã giải vây được quân đoàn kỵ binh cận vệ 1, quân đoàn đổ bộ đường không 4 và một phần tập đoàn quân 33. Phần lớn tập đoàn quân 33 bị đánh tan với quân số bị tổn thất là 193.683 người, chiếm 24,93% tổng quân số của Phương diện quân Tây và bằng 56,1% số quân bị vây lúc ban đầu. Trái với nhận xét của một số tướng lĩnh Liên Xô cho rằng các cuộc tấn công trên hướng Rzhev - Sychevka là không cần thiết, tướng Đức Kurt von Tippelskirch đánh giá:
| “                                  | Những tháng đầu năm đã xuất hiện một tình huống khó khăn trên hướng Rzhev - Sychevka. Người Nga gần như đã phá vỡ tuyến phòng thủ đầu tiên của chúng tôi. Cuộc đột phá này chỉ được ngăn chặn khi chúng tôi giữ lại đây ba sư đoàn xe tăng và một số đơn vị bộ binh mà lẽ ra theo kế hoạch, chúng phải được triển khai tại mặt trận phía Nam. Người Đức đã thành công về chiến thuật khi họ phản công bịt lại lỗ thủng trên hướng này, nhưng người Nga còn được lợi lớn hơn về chiến lược khi họ giam chân một số lượng lớn quân Đức tại đây, không cho chúng tăng viện cho mặt trận chính. | ” |
| — Tướng Đức Kurt von Tippelskirch, | |   |

Chiến dịch "Sao Hỏa", được tiến hành đồng thời với giai đoạn đầu tiên của Chiến dịch Sao Thiên Vương nhưng không do G. K. Zhukov chuẩn bị và trực tiếp chỉ huy mặt trận. Vào thời điểm đó, ông đang thực hiện nhiệm vụ Phó Tổng tư lệnh tối cao, đại diện Đại bản doanh Bộ tổng tư lệnh chỉ đạo mặt trận Stalingrad. Tuy nhiên, G. K. Zhukov vẫn phải chịu một phần trách nhiệm điều phối các hoạt động tấn công của Phương diện quân Tây do I. S. Konev chỉ huy và Phương diện quân Kalinin do M. A. Purkayev chỉ huy. Trong chiến dịch này, mục tiêu bao vây và tiêu diệt Cụm tác chiến tập đoàn quân 9 (Đức) đã không đạt được. Trong vòng 25 ngày, quân đội Liên Xô đã tổn thất 215.000 người chết, bị thương và bị bắt, 1. 315 xe tăng, xe bọc thép và pháo tự hành bị phá huỷ. Tỷ lệ thương vong trung bình ngày còn cao hơn tại mặt trận Stalingrad. Bằng việc cung cấp chi tiết về các mệnh lệnh của Bộ Tổng tư lệnh quân đội Liên Xô, đặc biệt là việc "làm giả" thông tin về chuẩn bị tấn công tại khu vực Rzhev để phân tán sự chú ý của đối phương vào hướng tấn công chính; M. A. Gareev đã phản bác lại ý kiến của David Glantz và một số nhà sử học phương Tây. Ông cho rằng: "Các chiến dịch "Sao Hỏa" và Sao Thiên Vương đều nằm trong một tầm nhìn chiến lược và mục tiêu chiến lược cốt lõi của Chiến dịch "Sao Hỏa" là nhằm chuyển hướng binh lực tăng viện của quân Đức cũng như giam chân các lực lượng cơ bản của quân Đức tại đây, không cho quân Đức điều động lực lượng bổ sung cho mặt trận Stalingrad để đảm bảo chắc chắn cho sự thành công của cuộc phản công của quân đội Liên Xô tại Stalingrad. Do đó,"không có lý do thuyết phục cho để đánh giá Chiến dịch "Sao Hỏa" thất bại hay là "thất bại lớn nhất của Nguyên soái Zhukov" như David Glantz và một số nhà sử gia phương Tây mô tả"..
Chính David Glantz cũng đã dẫn ra trong lời nói đầu cuốn sách "Thất bại lớn nhất của Nguyên soái Zhukov" (bản tiếng Nga. Moskva. 2006) nói về chiến dịch Sao Hỏa 1942, đoạn bình luận sau đây của A. V. Isaev:
| “              | Ngoài việc gây ra các ảnh hưởng cho các sự kiện có tính cục bộ khác của các mặt trận trong các tháng 11, 12 năm 1942; Chiến dịch "Sao Hỏa" còn ảnh hưởng đến cả quá trình chiến sự năm 1943. Mùa đông 1943, tập đoàn quân 9 của tướng Walther Model đã bị găm chặt vào "chỗ lồi" Rzhev. Đến mùa hè năm 1943, nó đã kiệt quệ đến mức người ta đã không thể sử dụng nó trong Chiến dịch "Thành trì". | ” |
| — A. V. Isaev, | |   |

Theo những tiết lộ của Trung tướng tình báo P. A. Sudoplatov, trong một "trò chơi điện đài" mang tên "Tu viện", cơ quan tình báo Liên Xô đã cố tình để lộ thông tin về chiến dịch Sao Hoả cho quân Đức biết để thu hút binh lực quân Đức về đây, đảm bảo cho sự thành công của Chiến dịch Sao Thiên Vương sắp diễn ra ở Stalingrad. Tuy nhiên, G. K. Zhukov cũng như các tướng lĩnh dưới quyền của I. V. Stalin hoàn toàn không biết gì và họ đã trở thành nạn nhân của "trò chơi" này:
| “                                                                                   | Thông tin sai lạc thường có tầm quan trọng chiến lược. Ngày 4 tháng 11 năm 1942, "Heine" và "Max" cho người Đức biết rằng Hồng quân thực hiện các cuộc tấn công vào ngày 19 tháng 11 không phải là ở Stalingrad và Bắc Kavkaz mà là một cú đánh vào Rzhev. Vì vậy, người Đức đang chờ đợi các hoạt động lớn của Hồng quân tại Rzhev và đẩy lùi cuộc tấn công. Tuy nhiên, khi cụm quân của tướng Paulus bị bao vây tại Stalingrad thì người Đức hoàn toàn bị bất ngờ. Không biết gì về "trò chơi điện đài" này, G. K. Zhukov đã phải trả một giá rất đắt trong cuộc tấn công tại Rzhev với hàng vạn binh sĩ thiệt mạng. Trong hồi ký của mình, ông (G. K. Zhukov) thừa nhận rằng kết quả của cuộc tấn công này là không đạt yêu cầu. Tuy nhiên, ông không bao giờ biết rằng người Đức đã được cảnh báo về cuộc tấn công của chúng ta chống lại họ trên hướng Rzhev, do đó mà ông đã ném vào đấy rất nhiều binh lực. | ” |
| — P. A. Sudoplatov - Những nhiệm vụ đặc biệt, Lyuban và Kremlin, những năm 1930-50, | |   |

##### Chiến sự tại Stalingrad và Kế hoạch Sao Thiên Vương
Ngày 27 tháng 8 năm 1942, trong khi đang chỉ đạo chiến sự ở khu vực Pogoreloye Gorodishchye, G. K. Zhukov được bổ nhiệm làm Phó Tư lệnh Tối cao và được triệu hồi về Moskva. Tại Đại bản doanh, I. V. Stalin thông báo vắn tắt tình hình tại khu vực Stalingrad và điều Zhukov tới Stalingrad để xử lý chiến sự. Ngày 29 tháng 8 Zhukov tới Stalingrad. Sau khi nghiên cứu tình hình, G. K. Zhukov và Tổng Tham mưu trưởng A. V. Vasilevsky quyết định tổ chức một đợt phản công mạnh vào cạnh sườn quân Đức, bắt đầu không muộn hơn ngày 6 tháng 9. I. V. Stalin đồng ý và yêu cầu cuộc phản công phải diễn ra vào ngày 2 tháng 9, nhưng G. K. Zhukov đã thuyết phục I. V. Stalin dời lại ngày 5 tháng 9 do dự trữ đạn dược chưa đầy đủ. Do nhiều nguyên nhân, đợt tấn công không diễn ra như mong đợi và các mũi tấn công của quân đội Liên Xô đều bị chặn đứng, mặc dù họ đã thành công trong việc buộc quân Đức phân tán lực lượng khỏi Stalingrad. Zhukov kết luận rằng quân đội Liên Xô tại Stalingrad chưa đủ mạnh để tổ chức phản công và trong cuộc họp tại Đại bản doanh ngày 12 tháng 9, ông trình bày với I. V. Stalin cần phải tăng cường lực lượng cho khu vực chung quanh Stalingrad và trong thời gian chờ đợi, nên tổ chức phòng ngự tích cực để tiêu hao dần lực lượng của quân Đức. Ý kiến này được A. M. Vasilevsky tán đồng và sau đó I. V. Stalin đã yêu cầu Zhukov cùng Vasilevsky nghiên cứu thêm về kế hoạch phản công mới tại Stalingrad.
Và thế là bắt đầu quá trình thai nghén kế hoạch phản công mang tên "Sao Thiên Vương" tại mặt trận Stalingrad do G. K. Zhukov và A. M. Vasilevsky cùng soạn thảo, được đánh giá là "với một nhiệm vụ chính xác, với một ý nghĩ táo bạo và với một phạm vi rộng lớn, đã làm cho mọi người phải chú ý". Suốt từ tháng 9 đến tháng 11 năm 1942, Zhukov và Vasilevsky ngoài việc soạn thảo kế hoạch phản công có một không hai này còn trực tiếp tham gia chỉ đạo chiến sự ở phía Nam, báo cáo tình hình từ mặt trận về STAVKA, và xem xét tình hình chuẩn bị binh lực phản công. Kế hoạch được I. V. Stalin phê chuẩn vào cuối tháng 9, vào ngày 3 tháng 11 tất cả các chỉ huy Phương diện quân được triệu tập để thông báo kế hoạch hành động. K. K. Rokossovsky đã đánh giá cao sự hướng dẫn của G. K. Zhukov trong các buổi thông báo này: "Đại tướng Zhukov đã thể hiện học vấn vô cùng uyên bác và sự am hiểu sâu rộng về tình hình mặt trận."
Trận phản công Stalingrad cuối cùng cũng được phát động ngày 19 tháng 11 năm đó và kết thúc ngày 2 tháng 2 năm 1943. Trong chiến dịch, nguyên soái G. K. Zhukov chỉ huy phối hợp hành động của các Phương diện quân Đông Nam và Stalingrad, nguyên soái A. M. Vasilevsky chỉ huy phối hợp hành động các phương diện quân Tây Nam và Sông Đông. Thắng lợi to lớn của quân đội Liên Xô trên sông Volga đã trở thành bước ngoặt của cuộc chiến tranh thế giới thứ hai trên chiến trường châu Âu. Trận Stalingrad đã trở thành một trong các trận đánh có quy mô lớn nhất trong lịch sử chiến tranh hiện đại. Không một nước Đồng minh nào trong cuộc chiến tranh này không tự hào về một chiến thắng vĩ đại như thế. Do có nhiều công lao đóng góp từ việc vạch kế hoạch chiến dịch đến trực tiếp chỉ huy quân đội, G. K. Zhukov được tặng thưởng Huân chương Suvorov hạng nhất cùng với A.M.Vasilevsky, N.N. Voronov, N.F.Vatutin, A.I.Yeryomenko và K.K.Rokossovsky. Riêng huân chương của Zhukov được đúc rõ chữ "hạng nhất".

#### Năm 1943

##### Giải vây Leningrad
Tiếng đại bác dưới chân thành Leningrad vẫn còn nổ, và Zhukov lại đến đó để tham gia chỉ huy mặt trận. Ông cùng với Voroshilov phối hợp hành động của các phương diện quân Leningrad, phương diện quân Volkhov và hạm đội Baltic trong chiến dịch Tia Lửa. Ngày 18 tháng 1 năm 1943, đúng vào ngày đầu tiên đột phá được sự bao vây của quân Đức, Chủ tịch đoàn Xô Viết tối cao đã phong cho G. K. Zhukov quân hàm Nguyên soái Liên bang Xô Viết. Ông là Tư lệnh chiến trường đầu tiên được phong hàm Nguyên soái Liên Xô trong cuộc chiến tranh này.

##### Trận Vòng cung Kursk
Ngày 17 tháng 3, G. K. Zhukov chỉ đạo tác chiến tại phía Nam Kursk và gấp rút thành lập Phương diện quân Voronezh do tướng N. F. Vatutin chỉ huy để đối phó với cuộc phản công mùa xuân của Cụm tập đoàn quân "Sông Đông" (Đức) do thống chế Erich von Manstein chỉ huy vào khu vực Belgorod - Kharkov. Theo lệnh của G. K. Zhukov, phương diện quân Voronezh đã nhận được từ lực lượng dự bị các tập đoàn quân bộ binh 21, 64 và tập đoàn quân xe tăng 1. Dưới sự chỉ đạo của ông, phương diện quân Voronezh đã chặn đứng được cuộc phản công của quân Đức tại phía khu vực Bắc Kharkov mà sau này, trở thành mặt chính diện phía Nam của "Vòng cung Kursk". Ngày 8 tháng 4, dựa trên dữ liệu từ các cơ quan tình báo thu thập được, ông gửi điện báo cho I. V. Stalin:
| “               | Tình hình ở khu vực giữa mặt trận Xô-Đức cho thấy kẻ thù sẽ cố gắng để cắt đứt "chỗ lồi" Kursk, bao vây và tiêu diệt các lực lượng quân đội Liên Xô thuộc Phương diện quân Trung tâm và Phương diện quân Voronezh đang bố trí tại đây. Hiện tại, cả hai phương diện quân mới có 15 sư đoàn xe tăng, trong khi quân Đức tại hướng Belgorod - Kharkov đã tập trung tới 17 sư đoàn xe tăng, phần lớn thuộc các loại xe tăng mới như Tiger I, Panther cải tiến, Jagdpanzer IV và một số pháo chống tăng tự hành Marder II, Marder III. | ” |
| — Konstantinov. | |   |

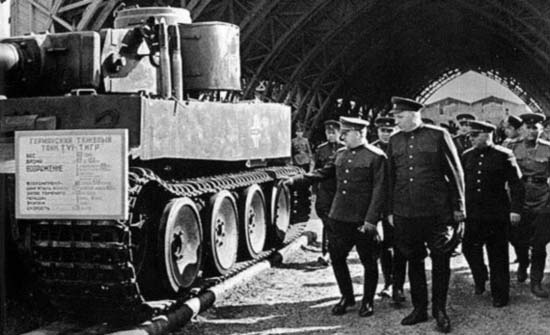
Nguyên soái G. K. Zhukov xem chiếc xe tăng Tiger-I của Đức Quốc xã bị bắt giữ trong Chiến dịch Kursk, tháng 8 năm 1943

Điều thú vị là tại thời điểm này, Bộ Tổng tư lệnh quân đội Đức vẫn chưa xây dựng xong một kế hoạch cho "Chiến dịch Thành trì". Chỉ một tuần sau, ngày 15 tháng 4 năm 1943, Hitler mới ra chỉ thị về việc này nên điều đó được hiểu như một sự dự báo chính xác của G. K. Zhukov. Cũng trong báo cáo ngày 8 tháng 4, G. K. Zhukov viết tiếp:
| “               | Tôi nghĩ rằng trong những ngày sắp tới, chuyển bộ đội của ta sang tiến công là không hợp lý. Tốt hơn hết là nên đánh tiêu hao địch trong tuyến phòng ngự của chúng ta, diệt lực lượng xe tăng của chúng. Sau đó điều những lực lượng dự bị còn dồi dào sinh lực đến rồi mới chuyển sang phản công toàn diện và kết liễu cánh quân chủ lực của địch tại đây. | ” |
| — Konstantinov. | |   |

Do những dự báo có căn cứ từ sự phân tích tình huống và vận dụng những kiến thức quân sự phong phú của ông, quân đội Liên Xô có thời gian ba tháng trước khi xảy ra trận trận Kursk để tổ chức phòng thủ chu đáo và còn có một đội dự bị mạnh (Phương diện quân Thảo Nguyên) có thể được sử dụng để phản công hoặc tăng thêm chiều sâu phòng ngự tùy theo tình huống. Thực tế đã chứng minh những dự báo đó là chính xác. Không giống như những năm 1941-1942, ngay trong tuần lễ đầu tiên (5 đến 12 tháng 7 năm 1943), quân đội Liên Xô đã chặn đứng "Kế hoạch Thành trì" của Hitler, đánh bại các binh đoàn xe tăng của các thống chế Günther von Kluge và Erich von Manstein hùng mạnh hơn nhiều so với các binh đoàn xe tăng Đức trong chiến dịch Barbarossa.
Trước khi giai đoạn phòng ngự của chiến dịch Kursk diễn ra, mặc dù ông không đồng ý tấn công trước như các tướng N. F. Vatutin và K.K.Rokossovsky đã yêu cầu trong khi nóng lòng chờ đợi nhưng ông vẫn đồng ý với đề xuất của họ về tiệc tiến hành đòn "phản chuẩn bị" bằng pháo binh, tên lửa Katyusha và máy bay ném bom vào đội hình xe tăng Đức đang chuẩn bị tấn công tại tuyến xuất phát. Chính các đòn "phản chuẩn bị" này đã làm suy yếu đáng kể sức tấn công của quân đội Đức tại mặt trận Kursk và là một trong những nguyên nhân làm cho quân Đức chỉ tiến được không quá 12 km ở mặt Bắc và 35 km ở mặt Nam "vòng cung Kursk".

##### Chiến dịch tả ngạn sông Dniepr
Ngày 28 tháng 8 năm 1943, G. K. Zhukov được gọi về Moskva. Ngày hôm sau, ông đã báo cáo ngay với I. V. Stalin về một kế hoạch mới. Nhân lúc các đơn vị quân đội Đức vừa bị thiệt hại nặng sau trận Kursk, cần mở ngày một cuộc tổng tấn công trên toàn bộ cánh Nam của mặt trận Xô-Đức từ Kharkov đến biển Azov để đánh bại toàn bộ Cụm tập đoàn quân Nam (Đức) tại đây. Tuy nhiên, đề nghị này không được I. V. Stalin chấp thuận. Trong tháng 8 và tháng 9 năm 1943, ông điều phối hành động của hai phương diện quân Voronezh và Thảo nguyên tiến hành một hoạt động tấn công hạn chế hơn, truy kích cánh Bắc của Cụm tập đoàn quân Nam (Đức) đến sông Dniepr và chiếm được một số đầu cầu có lợi cho việc vượt sông Dniepr.
Từ ngày 12 tháng 10 đến ngày 23 tháng 12 năm 1943 Phương diện quân Voronezh (ngày 20 tháng 10 đổi tên thành Phương diện quân Ukraina 1) đã mở cuộc tấn công Kiev. Vào giai đoạn đầu, Phương diện quân Ukraina 1 do N. P. Vatutin chỉ huy cố gắng hướng các đòn tấn công chính vào khu vực đầu cầu Bukrin phía nam của Kiev, nơi thuận lợi để tập trung lực lượng. Tuy nhiên, quân đội Đức với binh lực yếu hơn đã kéo quân từ những hướng thứ yếu đến đây và chặn được cuộc vượt sông của quân đội Liên Xô. Từ ngày 25 tháng 10 đến ngày 3 tháng 11, G. K. Zhukov ra lệnh dừng cuộc công kích tại Bukrin và bí mật điều tập đoàn quân xe tăng cận vệ 3 của tướng P. S. Rybalko, tập đoàn quân cận vệ 7 của tướng M. X. Sumilov ra khỏi Bukrin và chuyển đến căn cứ đầu cầu Lyutezh ở phía bắc Kiev. Bị một đòn bất ngờ từ hướng đầu cầu Lyutezh, quân Đức buộc phải bỏ Kiev để tránh nguy cơ bị hợp vây.
Ngày 23 tháng 12, quân Đức đã tổ chức một cuộc phản công mạnh nhằm chiếm lại Kiev nhưng không thể vượt qua tuyến mặt trận của Phương diện quân Ukraina 1. Từ ngày 29 tháng 12, Phương diện quân Ukraina 1 bắt đầu tấn công trên hướng Zhytomyr - Berdichevsk.

#### Năm 1944

##### Chiến dịch Korsun-Shevchenko
Năm 1944 mở đầu bằng chiến dịch Korsun-Shevchenko ngay sau khi triển khai tấn công trên hướng Zhitomir-Berdichevsk do Phương diện quân Ukraina 1 do N. F. Vatutin chỉ huy và Phương diện quân Ukraina 2 do I. S. Koniev chỉ huy dưới sự chỉ đạo của G. K. Zhukov với tư cách là đại diện Đại bản doanh tại các phương diện quân Ukraina 1 và 2. Tại khu vực Korsun-Shevchenko, quân đoàn xe tăng 42 thuộc tập đoàn quân xe tăng 1 và quân đoàn bộ binh 8 thuộc tập đoàn quân 11 (Đức) đã lọt vào vòng vây của các phương diện quân ngay trên hữu ngạn sông Dniepr. Với sự phối hợp giữa Phương diện quân Ukraina 1 của N. F. Vatutin và Phương diện quân Ukraina 2 của I. S. Koniev tại tam giác Shenderovka - Khilki - Komarovka, quân Đức đã mất 55.000 lính và sĩ quan chết và bị thương, 18.200 tù binh cùng một số lượng lớn các loại vũ khí và trang thiết bị chiến đấu gồm 271 xe tăng, 32 xe bọc thép, 110 pháo tự hành, 944 pháo, 536 súng cối, 1.689 súng máy.
Ngay sau khi kết thúc chiến dịch Korsun-Shevchenko, ngày 17 tháng 3, tư lệnh Phương diện quân Ukraina 1, đại tướng N. F. Vatutin đã bị quân phỉ Bandera bắn bị thương trên đường đi công tác và qua đời ngày 15 tháng 4 năm 1944 tại quân y viện ở Kiev. Ngày 10 tháng 4, I. V. Stalin chỉ định Nguyên soái G. K. Zhukov giữ chức vụ tư lệnh Phương diện quân Ukraina 1. Dưới sự lãnh đạo của G. K. Zhukov, trong tháng 3 và tháng 4 năm 1944, Phương diện quân Ukraina 1 đã mở chiến dịch Chernovtsy - Proskurov thành công và tiến đến chân núi Karpat 

##### Chiến dịch Bagration
Tháng 6 năm 1944, G. K. Zhukov chịu trách nhiệm phối hợp hành động của các phương diện quân Belorussia 1 do đại tướng I. D. Chernyakovssky chỉ huy và phương diện quân Ukraina 1 do đại tướng I. S. Koniev chỉ huy. Cuộc tổng tấn công mùa hè năm 1944 của quân đội Liên Xô diễn ra trên chính diện 1.300 km ở phía Bắc và hơn 900 km ở phía Nam dãy núi Karpat. Các phương diện quân dưới sự chỉ đạo của G. K. Zhukov và A. M. Vasilevsky đã tiến xa 350-400, có nơi đến hơn 550 km. Quân đội Liên Xô đại thắng trong Chiến dịch Bagration, bao vây và tiêu diệt 30 sư đoàn Đức, giải phóng hoàn toàn Bạch Nga, khôi phục biên giới quốc gia và bắt đầu tác chiến trên đất Ba Lan, Đông Phổ, Slovakia. Sau chiến dịch, ngày 8 tháng 7 năm 1944, G. K. Zhukov đã ra lệnh bí mật điều động tập đoàn quân xe tăng 5 do tướng P. A. Rotmistrov chỉ huy từ Phương diện quân Belorussia 3 sang Phương diện quân Pribaltic 1 đã tạo nên những bất ngờ lớn cho quân Đức trong chiến dịch Memen (Klaipeda) từ 14 tháng 9 đến 2 tháng 10 năm 1944 và chiến dịch Đông Phổ sau đó. Tháng 7 năm 1944, G. K Zhukov đã chỉ đạo các cuộc tiến công của Phương diện quân Ukraina 1 tại Lvov và Rava-Russkaya, đẩy mặt trận ra khỏi biên giới Liên Xô đến tuyến Stanislavsk - Sandomirsk - Đông Phổ.

##### Chiến dịch Yashy - Kishinev
Tháng 8 năm 1944, G. K. Zhukov phối hợp hành động của Phương diện quân Ukraina 2 do đại tướng R. Ya. Malinovsky chỉ huy và Phương diện quân Ukraina 3 do đại tướng F. I. Tolbukhin chỉ huy mở chiến dịch Yashy - Kishinev, đánh bại Cụm tập đoàn quân Nam Ukraina (Đức); giải phóng Romania, Bulgaria, phát triển sang Nam Tư và Hungaria, tạo một mũi tấn công thứ hai về phía nước Đức từ hướng Đông Nam. Trong chiến dịch Yashy - Kishinev, ông đã yêu cầu các phương diện quân Ukraina 2 và 3 thu hẹp chính diện đột phá khẩu từ 22 km xuống còn 16 km để tăng mật độ pháo binh từ 220 khẩu/km lên 240 khẩu/km, bảo đảm nhanh chóng phá vỡ tuyến phòng thủ của quân Đức.. Tại Bulgaria, ông đã giúp đỡ chính quyền mới của Đảng Công nhân Bulgaria (sau này là Đảng Cộng sản Bulgaria) xây dựng quân đội gồm 2 tập đoàn quân và 5 quân đoàn độc lập, tham gia chiến đấu bên cạnh quân đội Liên Xô chống phát xít Đức.

##### Vistula và Đông Phổ
Cuối tháng 9 năm 1944, G. K. Zhukov trở về Đại bản doanh và lại được cử đến khu vực Đông Ba Lan để điều phối hoạt động của các phương diện quân Belorussia 1 và 2. Tại đây, ông đã cương quyết ủng hộ đề nghị của Tư lệnh phương diện quân Belorussia 1, đại tướng K. K. Rokossovsky yêu cầu Đại bản doanh cho dừng các cuộc tấn công vượt sông Vistula vì không đủ lực lượng. Theo ông, do tiền quân tiến quá nhanh, hậu cần và các căn cứ không quân không theo kịp đã làm cho việc tiếp tế và yểm hộ bị gián đoạn. Quân đội Liên Xô sau ba tháng tấn công liên tục, vượt qua chặng đường dài từ 400 đến 600 km cần được củng cố, tái trang bị và bổ sung quân số. Quân Đức càng bị đẩy lùi về gần nước Đức thì càng rút ngắn cự ly giữa tuyến đầu và tuyến sau, giữa mặt trận với các căn cứ không quân và hậu cần tiếp liệu, do đó, sức kháng cự tăng lên. Nếu không tích cực tích lũy vật chật, bổ sung đầy đủ về quân số và đạn dược thì các cuộc tấn công như vậy sẽ làm cho quân đội Liên Xô liên tục bị tiêu hao và sa lầy bên tả ngạn sông Vistula với những tổn thất lớn. Tuy cho ngừng tiến công nhưng G. K. Zhukov vẫn yêu cầu phải kiên quyết giữ các bàn đạp Saldomirsk (Phương diện quân Ukraina 1), Pulava (Phương diện quân Belorussia 1) và Nareva (Phương diện quân Belorrusia 2) để triển khai tấn công sau này.
Trong chiến dịch Đông Phổ bắt đầu từ tháng 12 năm 1944, G. K. Zhukov đã đề nghị không nên tung các lực lượng xe tăng vào chiến đấu trong địa bàn chật hẹp của thành phố Königsberg mà phải dùng không quân và pháo binh kéo quân Đức ra khỏi các tòa nhà kiên cố bằng đá ra trận địa trên cánh đồng để giao chiến. Tuy nhiên, ý tưởng này đã không được chấp nhận. Sau này, G. K. Zhukov đã nhận xét:
| “ | Tôi nghĩ rằng đây là một sai lầm nghiêm trọng của Tổng tư lệnh tối cao. Những diễn biến sau đó cho thấy việc dùng xe tăng trên các đường phố phức tạp ở Đông Phổ đã làm cho các trận đánh trở nên đẫm máu | ” |
| — | |   |

#### Năm 1945

##### Chiến dịch Vistula-Oder
Ngày 15 tháng 1 năm 1945, G. K. Zhukov đến Lublin để làm việc với Ủy ban giải phóng dân tộc Ba Lan do Bolesław Bierut lãnh đạo. Ông chấp nhận đề nghị của Ủy ban về việc đưa hai tập đoàn quân Ba Lan 1 và 2 do các tướng Stanislav Gilyarovich Poplavsky và Zygmunt Henryk Berling (đều là người Ba Lan) chỉ huy vào chiến đấu bên cạnh quân đội Liên Xô tại các phương diện quân Belorussia 1 và Ukraina 1. Ông cũng đề nghị và được I. V. Stalin chấp thuận về việc chuyển giao cho Quân đội nhân dân Ba Lan một khối lượng lớn vũ khí, khí tài gồm 3.500 khẩu pháo, 1.200 máy bay, 1.000 xe tăng, 700.000 khẩu tiểu liên và súng trường, 18.000 ô tô các loại. Bản thân Zhukov đã đi thị sát kỹ lưỡng tất cả các căn cứ địa tấn công. Khi một sĩ quan chỉ huy tỏ ra thắc mắc trước quy mô to lớn và trước quá trình chuẩn bị kỹ càng của chiến dịch, Zhukov đã trả lời:
| “               | Cần phải đảm bảo cuộc tấn công chẳng những chắc chắn được thành công 100%, mà phải chắc chắn 200% ! | ” |
| — G. K. Zhukov, | |   |

Ngày 17 tháng 1, G. K. Zhukhov phối hợp hành động các phương diện quân Belorussia 1 và Ukraina 1 mở Chiến dịch Vistula-Oder. Mục tiêu ban đầu của chiến dịch là đưa quân đội Liên Xô vượt sông Vistula tiến ra tuyến cử sông Vistula - Bromberg (Bytgot) - Poznal - Breslaw (Vroslav). Tuy nhiên, ngay trong ngày 17 tháng 1, Tập đoàn quân Ba Lan 1 của tướng Stanislav Poplavsky đã giải phóng Warsawa. Chỉ đến ngày 2 tháng 2, các phương diện quân Belorussia 1 và Ukraina 1 đã đánh tan các binh đoàn chủ lực của Cụm tập đoàn quân Trung tâm của Đức (sau đổi thành Cụm tập đoàn quân Vistula), tiến đến biên giới nước Đức trên tuyến sông Oder - Neisse. Trong số các đơn vị thiết giáp Liên Xô tiến xa nhất, có đơn vị chỉ còn cách thủ đô Berlin có 68 cây số. Đối với quân Đức, điều này chả khác gì một tiếng sét giữa trời trưa.

##### Chiến dịch Berlin

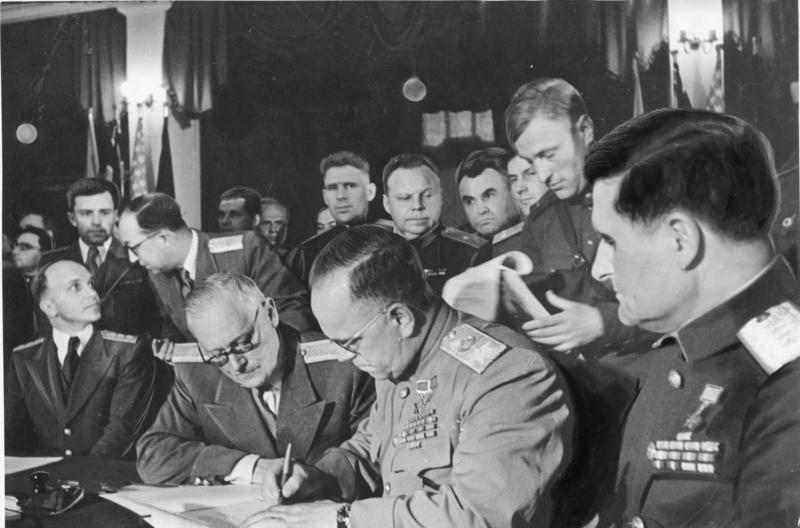
G. K. Zhukov ký vào biên bản chấp nhận sự đầu hàng không điều kiện của nước Đức Quốc xã. Berlin, ngày 9-5-1945

Trước những thắng lợi nhanh chóng trên hướng Berlin và dựa trên các báo cáo lạc quan của đại tướng V.I.Chuikov - tư lệnh tập đoàn quân cận vệ 8 - I. V. Stalin lệnh cho Tổng tham mưu trưởng, đại tướng A. I. Antonov soạn thảo một kế hoạch đánh chiếm Berlin ngay trong thời gian cuối tháng 2, đầu tháng 3 năm 1945. Tuy nhiên, G. K. Zhukov cho rằng mọi việc không đơn giản như Tổng tư lệnh tối cao nghĩ. Từ kinh nghiệm Chiến dịch phòng thủ phản công tại khu vực Moskva năm 1941, G. K. Zhukov cho rằng quân Đức sẽ không chịu mất Berlin một cách dễ dàng và sẽ tổ chức phản công từ hai bên sườn vào của ba phương diện quân Liên Xô lúc này đã làm thành một đội hình kéo dài như một mũi nhọn trên hướng Berlin. Ông hiểu rõ: đánh thẳng vào Berlin không khó, nhưng quân Đức có thể cắt đứt và hợp vây lực lượng Hồng quân tiến quá nhanh về phía trước, khiến cho Hổng quân tổn thất nặng. Thêm vào đó, Hồng quân chưa có kinh nghiệm đánh chiếm một thành phố rộng lớn và có sự phòng thủ kiên cố như Berlin. Chính vì vậy, ông yêu cầu quân đội phải củng cố thật chặt trận địa trên bờ tây sông Oder. Đồng thời Zhukov cũng tiến hành trinh sát một cách kỹ lưỡng: ông ra lệnh cho không quân chụp 6 kiểu ảnh về thành phố Berlin và các phòng tuyến của quân Đức xung quanh đấy, rồi dựa vào đó cùng với những tài liệu bắt được và lời khai của tù binh Zhukov cho biên soạn một bản báo cáo tổng hợp được thuyết minh rõ ràng đính kèm với những tấm bản đồ chi tiết, phát hành xuống các cấp chỉ huy từ tư lệnh đến chỉ huy đại đội.
Và thực tế đã diễn ra đúng như G. K. Zhukov dự đoán. Trong khi phòng ngự tích cực trên tuyến sông Oder - Neisse, từ tháng 2 năm 1945, Bộ Tổng tư lệnh quân đội Đức đã điều động tập đoàn quân xe tăng 6 SS và tập đoàn quân 5 từ mặt trận phía Tây về khu vực Budapest, điều động các tập đoàn quân xe tăng 3 và tập đoàn quân 11 đến khu vực Đông Pomerania để tổ chức phản công. Nắm được chính xác tình hình, G. K. Zhukov đề nghị I. V. Stalin cho hoãn ngay chiến dịch Berlin, điều Phương diện quân Belorussia 2 của Nguyên soái K. K. Rokossovssky quay lên hướng Tây Bắc mở Chiến dịch Đông Pomerania chặn trước cuộc phản công của quân Đức. Ngày 20 tháng 2, Phương diện quân Belorussia 2 sử dụng các tập đoàn quân xe tăng cận vệ 1 và 2 đột kích vào Gonnof - Stagag - Colberg, chia cắt và bao vây cụm quân Đông Pomerania khỏi chủ lực của Cụm tập đoàn quân Vistula (Đức). Ngày 4 tháng 3, 14 sư đoàn của cụm quân này bị đánh tan. Tại hướng Nam, G. K. Zhukov cũng yêu cầu Nguyên soái K. E. Voroshilov chỉ đạo các phương diện quân Ukraina 2 và 3 thiết lập trận địa phòng thủ vững chắc tại khu vực Budapest - Velense - Balaton, mở chiến dịch phòng ngự Balaton, đánh bại cuộc phản công của 31 sư đoàn Đức, trong đó có 11 sư đoàn xe tăng được triển khai ngày 6 tháng 3. Ngày 15 tháng 3, cuộc phản công của quân Đức tại khu vực Balaton bị chặn đứng, hai phương diện quân Ukraina 2 và 3 chuyển sang tấn công thẳng qua Budapest đến Viên. Ở giữa mặt trận, Phương diện quân Ukraina 1 tiến hành chiến dịch Hạ Silesia quét sạch quân Đức khỏi khu vực Glogau, thủ tiêu mối đe dọa bên sườn trái của phương diện quân và vững tiến ra tuyến Neisse. Một số chỉ huy quân sự Liên Xô quá hăng hái đã coi sự chậm trễ công phá Berlin là một khuyết điểm của ông. Tuy nhiên, sự thật đã chứng minh G. K. Zhukov đúng. Với cuộc phản kích của quân Đức từ hai bên sườn (từ khu vực Đông Pomerania xuống phía Đông Nam, từ khu vực Budapest vòng lên phía Đông Bắc, phối hợp với Cụm tập đoàn quân A từ Silesia vòng lên phía Tây Bắc), các Phương diện quân Liên Xô có thể sẽ phải chịu những thiệt hại nặng nề như quân Đức trước cửa ngõ Moskva cách đó gần 4 năm trước hoặc như Hồng quân Nga Xô Viết trước cửa ngõ Warsawa năm 1920.

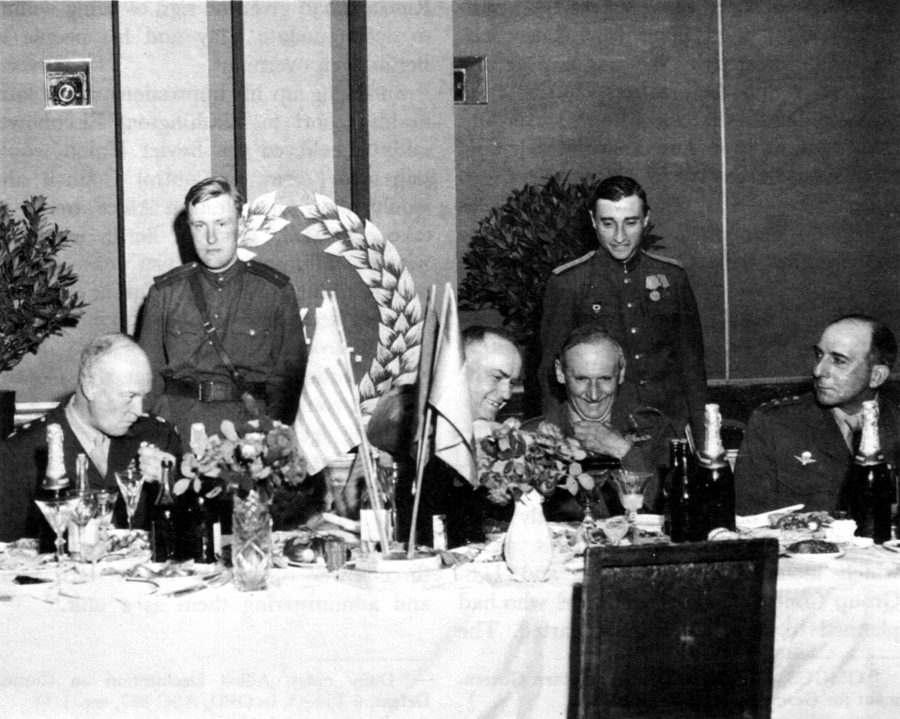
Các tổng tư lệnh quân đội Đồng Minh chống phát xít: Bernard Montgomery (Anh), Georgy Zhukov (Liên Xô), Dwight D. Eisenhower (Hoa Kỳ) và Jean de Lattre de Tassigny (Pháp). Trong buổi làm việc đầu tiên của Hội đồng kiểm soát đồng minh tại nước Đức, Berlin, ngày 5-6-1945

Cuộc tổng công kích sau cùng vào Berlin cũng bắt đầu. Sau hai ngày sử dụng các trận đánh trinh sát để buộc quân Đức phải điều động lực lượng bố trí ở hướng chủ yếu đi hướng khác, 5 giờ sáng ngày 16 tháng 4, G. K. Zhukov phát lệnh mở màn Chiến dịch Berlin, chiến dịch quân sự cuối cùng trong cuộc đời binh nghiệp của ông. Sau gần 1 giờ pháo binh, tên lửa Katyusha bắn chuẩn bị, hơn 140 ngọn đèn pha phòng không công suất lớn rọi thẳng vào phòng tuyến của quân Đức đã làm lóa mắt toàn bộ các đài quan sát, các đối kính pháo, kính tiềm vọng... Xe tăng và bộ binh Liên Xô trong ngày đầu đã vượt qua hai tuyến phòng thủ vòng ngoài.
Khi tiến vào nội đô Berlin, Zhukov nhận thấy đường sá trong thành phố quá chật hẹp đối với các tập đoàn quân xe tăng từng phát huy uy lực mạnh mẽ trên thảo nguyên trống trải. Vì vậy ông điều các lực lượng xe tăng xuống cùng thành lập các tổ hiệp đồng tác chiến cùng với bộ binh, pháo binh và các binh chủng khác - với quân số mỗi tổ thường chỉ gồm một trung đội. Các tổ hiệp đồng đó đã chiến đấu rất linh hoạt giữa các đường phố chằng chịt như mê cung của thủ đô nước Đức.
Sau một tuần tấn công, Tập đoàn quân xe tăng cận vệ 1 của Phương diện quân Ukraina 1 và Tập đoàn quân xe tăng cận vệ 2 của Phương diện quân Belorussia 1 đã gặp nhau tại khu vực Ketshino - Potsdam - Brandenburg, phía tây Berlin. Các đơn vị khác của ba phương diện quân Liên Xô đã gặp gỡ với quân Đồng Minh Anh, Hoa Kỳ trên bờ sông Elbe. 8 vạn Hồng quân đã hy sinh trong trận Berlin đẫm máu, nhưng vào ngày 30 tháng 4, lá cờ chiến thắng được cắm lên nóc nhà Quốc hội Đức. Hitler và Goebbels tự sát. 0 giờ ngày 9 tháng 5, tạo Karlhorst, đại diện nước Đức và quân đội Đức Quốc xã ký biên bản đầu hàng vô điều kiện trước đại diện 4 nước đồng minh Anh, Hoa Kỳ, Liên Xô và Pháp. Thay mặt nhà nước, quân đội và nhân dân Liên Xô, nguyên soái G. K. Zhukov ký biên bản này. Do có công đánh chiếm Berlin, Zhukov được phong tặng Huân chương Sao vàng - Anh hùng Liên Xô lần thứ ba.

### Những năm sau chiến tranh

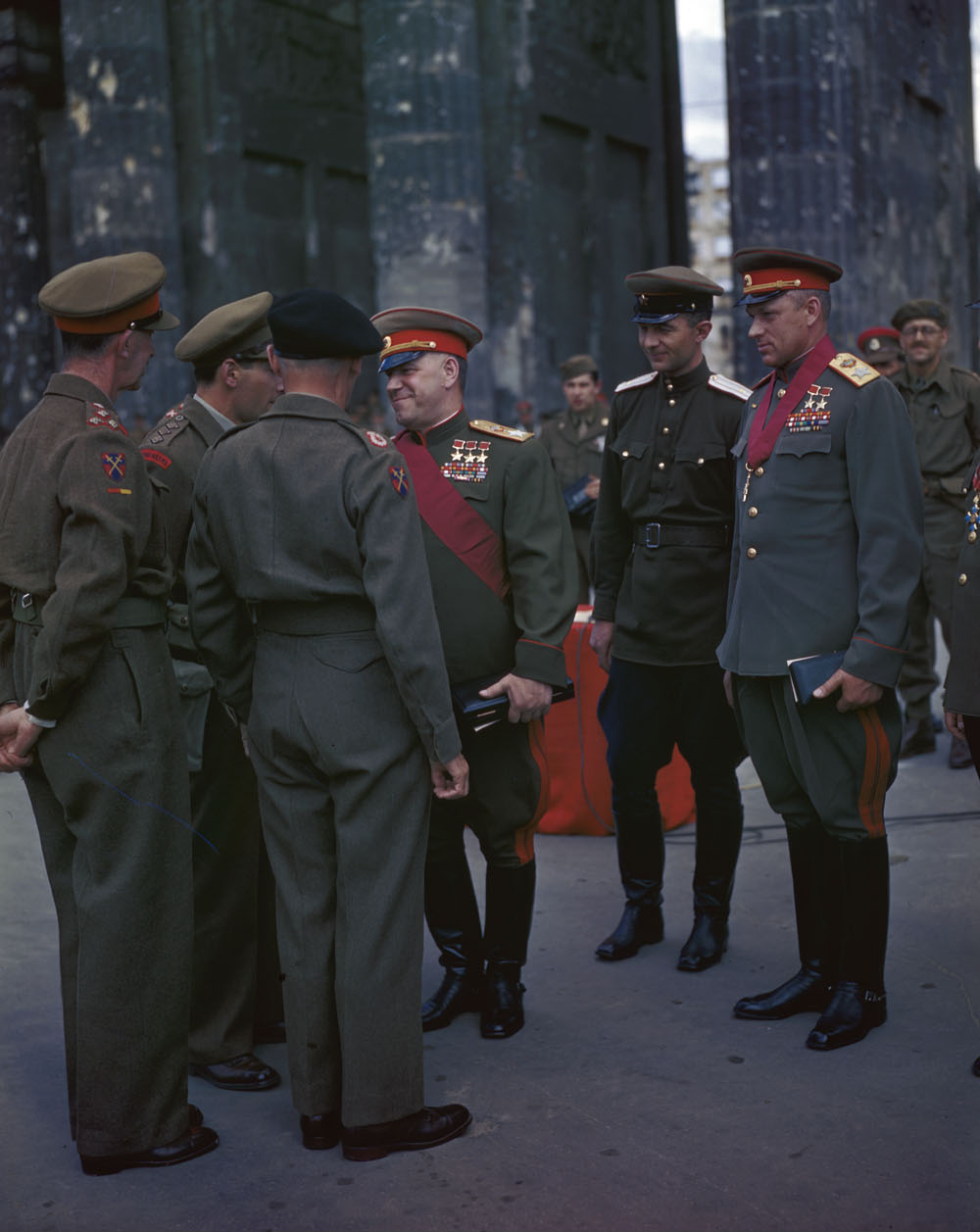
Nguyên soái Zhukov và Rokossovsky tại Berlin năm 1945

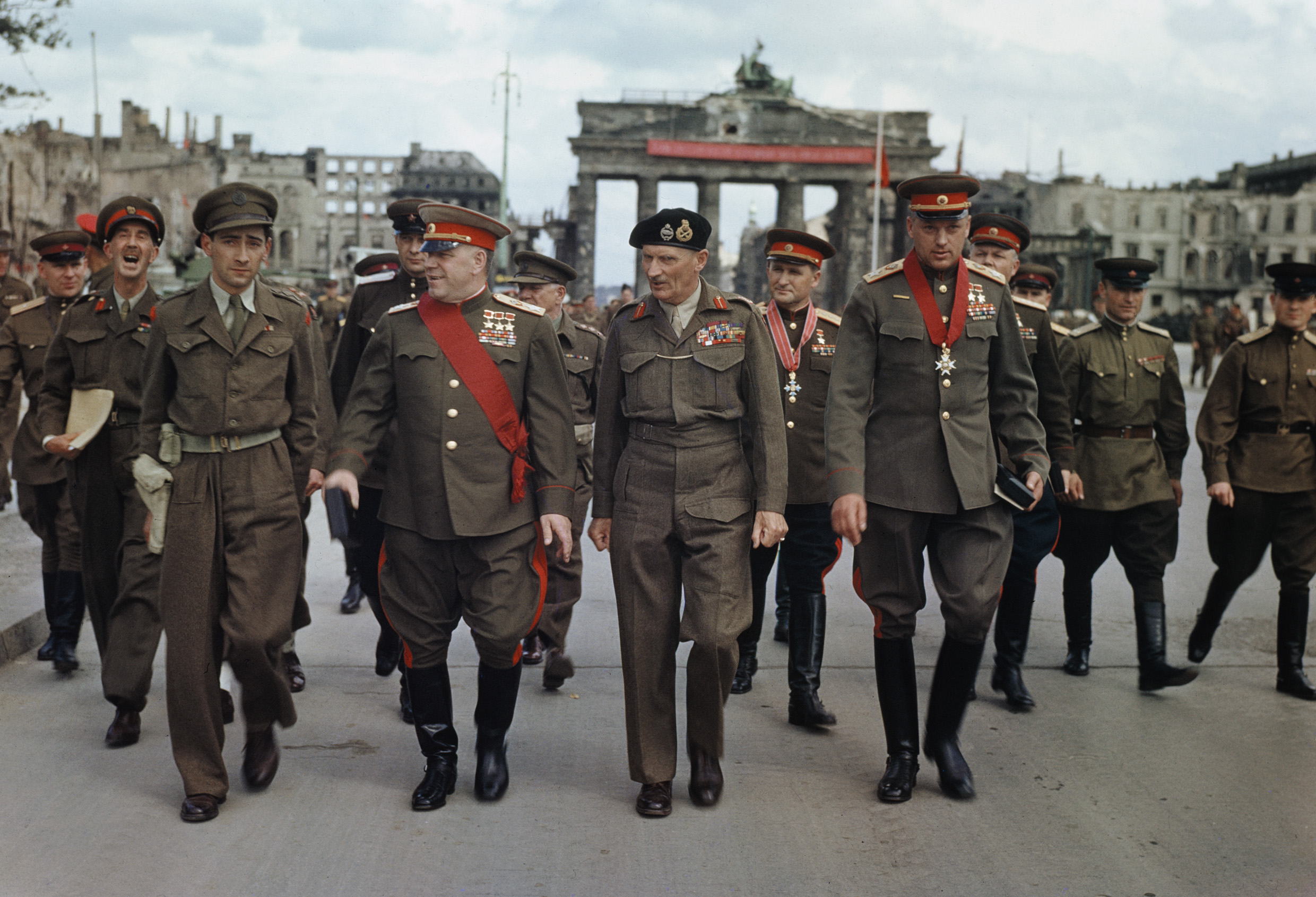
Thống chế Bernard Law Montgomery và Nguyên soái G. K. Zhukov cùng các tướng lĩnh Anh và Liên Xô sau Lễ trao tặng Huân chương Hiệp sĩ Bath của Vương quốc Anh tại cổng Bradenburg (Berlin) ngày 12-7-1945

Sau chiến thắng tại Berlin, G. K. Zhukov được Chính phủ Liên Xô cử làm Tổng tư lệnh quân đội Liên Xô tại phần lãnh thổ Đức bị Liên Xô chiếm đóng. Ngày 10 tháng 6, G. K. Zhukov về Moskva để chuẩn bị cho cuộc duyệt binh mừng chiến thắng trên Quảng trường Đỏ. Ngày 20 tháng 6, ông cho đem lá cờ Liên Xô đã cắm trên nóc nhà Quốc hội Đức từ 30 tháng 4 về Moskva. Ngày 24 tháng 6, G. K. Zhukov được I. V. Stalin chỉ định là Tổng chỉ huy duyệt binh, nhận báo cáo của Nguyên soái K.K.Rokossovsky. Ông cưỡi con bạch mã Ả Rập "Tspeki" đến dự Lễ mừng chiến thắng được tổ chức tại Điện Kremli tối hôm ấy, và sau khi chào hỏi tướng sĩ ông đã đến bên Stalin ở chân tường lăng Lenin và đọc diễn văn ca ngợi thắng lợi của Hồng quân trước phát xít Đức. Hôm ấy mưa tầm tã khiến có lúc ông định ngưng đọc diễn văn và lau mũ nhưng khi thấy Stalin không hề có động tĩnh gì, ông đọc tiếp. Sau đó Zhukov chỉ huy cuộc duyệt binh và giữa đường, binh sĩ Liên Xô đã ném 200 lá cờ phát xít Đức xuống chân lăng Lenin bên tường điện Kremlin, như thể các binh sĩ Nga hạ các hiệu kỳ Pháp xuống chân Hoàng đế Aleksandr I sau khi đánh bại cuộc xâm lược của Napoléon năm 1812. Theo Geoffrey Roberts, không thời khắc chiến thắng nào trong đời Zhukov đáng sánh với ngày này, và việc Stalin chọn Zhukov làm Tổng chỉ huy duyệt binh không hề gây bàn tán: ông được nhìn nhận rộng rãi là kiến trúc sư trưởng của thắng lợi của Liên Xô trước phát xít Đức - một thắng lợi đã cứu cả châu Âu và nước Nga khỏi ách nô dịch của Đức Quốc xã. Phim thời sự về buổi duyệt binh này phát sóng khắp thế giới, chỉ càng tăng thêm vị thế của Zhukov là vị tướng giỏi nhất của Liên Xô thời Chiến tranh thế giới thứ hai. Sau lễ, ông quay lại Berlin tiếp tục nhiệm vụ của mình.
Trong tháng 5 năm 1945, ông đã ký ba quyết định quan trọng về đảm bảo đời sống cho nhân dân Đức ở khu vực do quân đội Liên Xô chiếm đóng. Đó là Quyết định số 063 ngày 11 tháng 5 năm 1945 về việc cung cấp lương thực cho người dân ở Berlin, Quyết định số 064 ngày 12 tháng 5 về việc khôi phục vào bảo đảm hoạt động bình thường của các ngành dịch vụ công cộng tại Berlin và Quyết định số 080 ngày 31 tháng 5 về việc cung cấp sữa cho trẻ em ở Berlin. Ông cũng đề nghị Chính phủ Liên Xô khẩn cấp chuyển đến Berlin 96.000 tấn ngũ cốc, 60.000 tấn khoai tây, gần 50.000 gia súc, hàng vạn tấn thực phẩm khác như mỡ động vật, đường. Theo lệnh của ông, tất cả các đơn vị quân đội Liên Xô đóng tại nước Đức, các ủy ban quân quản đều phải tập trung vào việc ổn định đời sống cho nhân dân Đức. Ông yêu cầu các quân nhân dưới quyền phải thực hiện đúng phương châm: "Căm thù chủ nghĩa phát xít nhưng phải tôn trọng nhân dân Đức".
Ngày 16 tháng 7 đến ngày 2 tháng 8, G. K. Zhukov tham gia phái đoàn Liên Xô trong Hội nghị Potsdam. Là một trong bốn vị tổng tư lệnh quân đội các nước đồng minh thực hiện chế độ quân quản tại nước Đức trong "Hội đồng kiểm soát của đồng minh", ông đã gây dựng các mối quan hệ tốt với Thống tướng Hoa Kỳ Dwight David Eisenhower, Thống chế Anh Bernard Law Montgomery và Thống chế Pháp Jean de Lattre de Tassigny. Hai bên thường trao đổi với nhau về các vấn đề xử lý tội phạm chiến tranh, vấn đề tái thiết nước Đức, vấn đề quan hệ giữa các nước đồng minh và vấn đề Liên Xô tham chiến chống phát xít Nhật ở Viễn Đông. Trong quá trình làm việc Thống tướng Dwight David Eisenhower rất hài lòng và trân trọng tình bạn giữa ông và G. K. Zhukov. Người thay thế ông từ năm 1946, đại tướng Lucius Dubignon Clay cũng đề cao mối quan hệ này, ông cho rằng:
| “                                 | Quan hệ Xô-Mỹ lẽ ra đã giữ được chiều hướng phát triển tốt đẹp nếu Eisenhower và Zhukov tiếp tục làm việc với nhau. | ” |
| — Đại tướng Lucius Dubignon Clay. | |   |

Bản thân Eisenhower cũng đến Liên Xô cùng với Zhukov trong một chuyến thăm nước này sau chiến tranh.

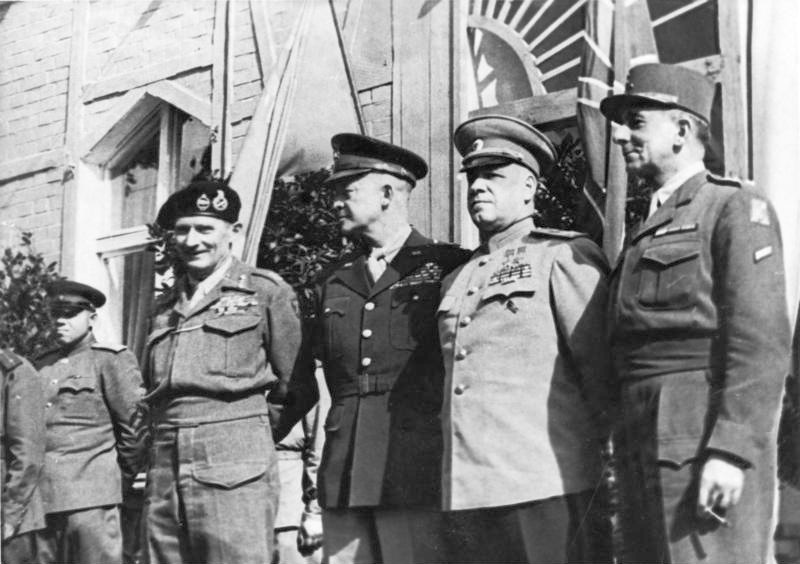
Bốn nhà lãnh đạo quân sự xuất sắc của Đồng Minh chống phát xít; từ trái sáng phải: Bernard Montgomery (Anh), Dwight D. Eisenhower (Hoa Kỳ), Georgy Zhukov (Liên Xô) và Jean de Lattre de Tassigny (Pháp). Berlin, ngày 5-6-1945

Có thể các mối quan hệ này đã làm cho I. V. Stalin nghi ngờ G. K. Zhukov nên vào tháng 4 năm 1946, I. V. Stalin triệu tập G. K. Zhukov về Moskva. Các chức vụ Tổng tư lệnh quân đội Liên Xô tại Đức, Chủ tịch Ủy ban quân chính vùng chiếm đóng của Liên Xô tại Đức và Thành viên Hội đồng kiểm soát của đồng minh được trao lại cho người phó của ông là đại tướng V. D. Sokolovsky. Trước đó, hồi tháng 11, 12 năm 1945, cấp phó của L. P. Beria là V. S. Abakumov đã bay sang Berlin tiến hành bắt giữ một số cấp dưới của G. K. Zhukov vì bị nghi ngờ là phản bội nhưng thực chất là ngụy tạo chứng cứ để chống lại ông. Khi biết việc này. G. K. Zhukov đã bảo V. S. Abakumov nên quay về Moskva ngay nếu không muốn bị "vệ binh" của ông "chăm sóc". Tại Moskva, trong cuộc họp của Hội đồng Quân sự Trung ương, Zhukov bị chỉ trích dữ dội về các "tội" không đáng tin tưởng về mặt chính trị và có thành kiến với Ban Chấp hành Trung ương Đảng; vì vậy người ta đã cất bỏ chức vụ Phó chủ tịch thứ nhất Hội đồng quốc phòng nhà nước của ông , trong khi A. M. Vasilevsky dược chỉ định là Bộ trưởng Bộ Quốc phòng và N. A. Bulganin được cử làm Phó Chủ tịch hội đồng này. Tháng 7 năm 1946, G. K. Zhukov được điều động đến nhận chức vụ tư lệnh quân khu Odessa, một chức vụ thường chỉ giao cho cấp thượng tướng là đủ. Ngoài ra, ông cũng bị đưa ra khỏi Ban Chấp hành trung ương Đảng Cộng sản Liên Xô.

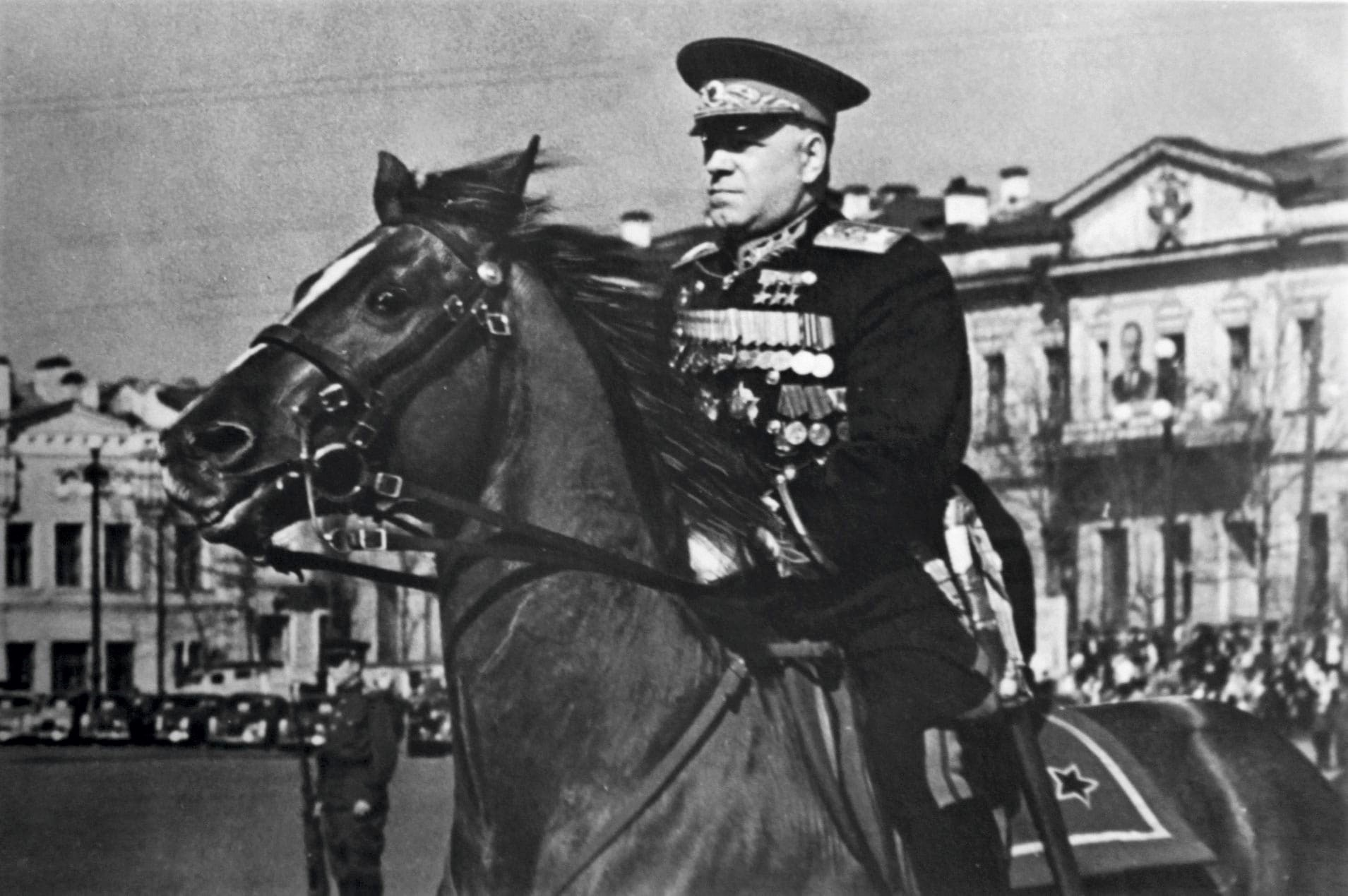
G.K. Zhukov tham gia cuộc duyệt binh Ngày 1 tháng 5 tại Sverdlovsk trên cương vị Tư lệnh Quân khu Ural. Khoảng giữa các năm 1948 và 1953.

Cuối năm 1947, G. K. Zhukov bị mắc bệnh đau tim và ông đã phải chữa bệnh gần 3 tháng tại Krym. Tháng 2 năm 1948, ông đến Sverdlovsk nhận một chức vụ "nhỏ nhặt" khác là tư lệnh quân khu Ural. Đến năm 1951, số phận của Zhukov trở nên ít u ám hơn khi sự tầm soát của Stalin đối với ông giảm bớt. Một nhà máy sản xuất xe gắn máy ở địa phương đã bầu Zhukov làm đại diện của mình tại Xô Viết tối cao. Tháng 6 năm 1951, ông được phép tham dự ngày quốc khánh Ba Lan tại Warszawa với tư cách là thành viên của phái đoàn Liên Xô. Trong Đại hội Đảng lần thứ XIX diễn ra vào tháng 10 năm 1952, Zhukov được đề cử làm ứng cử viên của chức Ủy viên Ban chấp hành Trung ương.
Tháng 2 năm 1953, I. V. Stalin cho ông thôi chức vụ Tư lệnh quân khu Ural và gọi ông về Moskva. Một số nguồn tin cho rằng ông được gọi về để tham gia cuộc chiến ở Triều Tiên, nhưng thực tế là trong suốt một tháng. I. V. Stalin không giao cho ông một công việc nào cả. Hồi 9 giờ 50 phút sáng ngày 5 tháng 3 năm 1953, I. V. Stalin qua đời và cuộc đời G. K. Zhukov đã sang một thời kỳ mới.

### Vai trò của Zhukov trong vụ xử lý Lavrenty Beria

#### Những âm mưu nhằm hãm hại Zhukov
Một trong những tai họa cuối cùng mà Beria gây ra cho đất nước Liên Xô là âm mưu hạ bệ G.K. Zhukov. Hai cấp dưới của ông là Nguyên soái tư lệnh không quân Aleksandr Novikov và trung tướng Konstantin Telegin (Ủy viên Hội đồng quân sự phụ trách chính trị Phương diện quân Belorussia 1) đã bị bắt giam, bị tra tấn trong nhà tù Lefortovo từ cuối năm 1945. Tại các cuộc đối chất, G. K. Zhukov đã lật tẩy các lời mớm cung của Cục trưởng tình báo F.I. Golikov vu khống ông phung phí các chiến lợi phẩm và thổi phồng sức mạnh của quân đội Đức Quốc xã. Một số người ghen tỵ với ông còn buộc tội ông theo chủ nghĩa Bonapart.
Vào tháng 6 năm 1946, người ta còn tổ chức một cuộc điều tra nhằm vào ông (sau này được giới quân sự Liên Xô mỉa mai gọi là "cuộc điều tra về chiếc cốc"). Một số xe hàng của Zhukov có nhiệm vụ chở các đồ vật từ Đức về Liên Xô bị chặn lại và tịch thu. Năm 1948, nhà của Zhukov bị lục soát và các báo cáo điều tra nói rằng đã "phát hiện" ra nhiều chiến lợi phẩm quý giá lấy từ Đức. Trong cuộc điều tra này. L. P. Beria đã bịa ra cả những chuyện không thể tưởng tượng được như G. K. Zhukov đã giữ 17 nhẫn vàng, 3 viên đá quý, 15 mặt dây chuyền vàng, và hơn 4.000 mét vải, 323 tấm da lông thú, 44 tấm thảm lấy từ cung điện của Đức, 55 bức tranh, 55 bộ đồ ăn, 20 súng săn..... Và G. K. Zhukov đã viết về điều này trong biên bản ghi nhớ để giải thích cho Bí thư Ủy ban Trung ương Đảng Cộng sản Liên Xô (b) A. A. Zhdanov như sau:
| “               | Tôi không cần phải tự biện hộ vì một thực tế là những thứ này không hề cần thiết đối với tôi và nó có thể được người ta bỏ vào nhà kho của tôi. Tôi cần một cuộc kiểm tra công khai và cam kết đàng hoàng để tránh những sự hiểu lầm và vu khống. Chắc chắn tôi vẫn và sẽ vẫn phục vụ hết mình cho Tổ Quốc, Đảng và đồng chí Stalin vĩ đại. | ” |
| — G. K. Zhukov, | |   |

Khi được biết về những điều "không may" xảy ra với G. K. Zhukov, mặc dù không thể nắm được thực chất vấn đề nhưng Dwight David Eisenhower đã tỏ ra thông cảm với người "bạn chiến đấu" của mình.

#### Xử lý Beria
Một tháng sau cái chết của Stalin, G. K. Zhukov được bổ nhiệm làm Thứ trưởng Bộ Quốc phòng. Dưới sự lãnh đạo của Nikita Khrushchev, ông đã tham gia vào việc bắt giữ và xử lý L. P. Beria.
Ngày 26 tháng 6 năm 1953, một phiên họp đặc biệt mở rộng của Bộ Chính trị trung ương Đảng Cộng sản Liên Xô được Georgy Malenkov tổ chức. L. P. Beria đến cuộc họp với tâm trạng băn khoăn vì nó được tổ chức một cách vội vã và không ngờ rằng đó là buổi họp Bộ Chính trị cuối cùng của ông ta. N. S. Khrushchev phát biểu trước: "Cuộc họp hôm nay chỉ có một nội dung duy nhất, đó là thảo luận về việc làm gián điệp cho nước Anh, chống Đảng, chống chủ nghĩa xã hội, gây chia rẽ của phần tử theo chủ nghĩa đế quốc là Beria". Tiếp đó là một loạt các liệt kê về các tội ác của Beria. Cuối cùng, N. S. Khrushchev đề nghị khai trừ Beria ra khỏi Đảng và đưa ra tòa án binh. Beria chưa kịp phản ứng gì thì đội sĩ quan cận vệ do trung tướng Kirill Moskalenko theo lệnh của G. K. Zhukov đã xông vào. G. K. Zhukov đến trước mặt Beria hô lớn: "Giơ tay lên ! Đi theo tôi". Beria nói với họ: "Các đồng chí, có việc gì thế, ta hãy ngồi xuống đã". G. K. Zhukov quát: "Câm miệng, anh không phải là chỉ huy ở đây. Các đồng chí, hãy bắt giữ tên phản bội". Đội sĩ quan cận vệ đã tuân lệnh ông ngay tức khắc. Ngày 18 tháng 12 năm 1953, tại Tòa án quân sự của Tòa án tối cao Liên Xô, Chánh án I. S. Konev đã tuyên L. P. Beria chịu án tử hình. Ban đầu, việc thi hành án được giao cho trung tá V. P. Yuriev nhưng anh này không đủ can đảm thực hiện. Cuối cùng, trung tướng Pavel Batitsky, một trong những người thực hiện bắt giữ Beria rút súng bước lên: "Để hắn đó cho tôi". Và P. F. Batitsky được phép thi hành bản án. Lúc đưa Beria vào quan tài đem đi chôn cất, trong khi Nguyên soái I. S. Koniev nói: "Cái ngày mà tên này sinh ra thật đáng nguyền rủa." thì G. K. Zhukov chỉ phát biểu: "Tôi coi nghĩa vụ của tôi là phải đóng góp phần nhỏ bé của mình vào việc này".

### Quan hệ giữa Zhukov với Stalin và Khrushchev

#### VớiI. V. Stalin
Trong Chiến tranh thế giới thứ hai, G. K. Zhukov là một trong số ít người biết rõ về I. V. Stalin. Với tư cách Tổng tham mưu trưởng trong thời kỳ đầu và sau này là Phó Tổng tư lệnh tối cao. Giữa ông và I. V. Stalin đã có không dưới 100 lần gặp riêng và hàng trăm cuộc họp chung với các thành viên của Đại bản doanh. Vì vậy, ông nắm rõ phong cách làm việc, tâm trạng, tính khí của I. V. Stalin. Vì cả hai người đều nóng tính nên phải có sự nhượng bộ khi thì của người này, khi thì của người kia đã làm cho họ mới có thể cộng tác với nhau. Theo G. K. Zhukov, I. V. Stalin là một con người mạnh mẽ, kín kẽ, nhưng dễ cáu kỉnh và đa nghi. Thậm chí G. K. Zhukov còn biết được khi tẩu thuốc được I. V. Stalin được rít mạnh và cháy đỏ lên là lúc ông đang vui; và khi tẩu thuốc ấy tắt mà không được châm lại thì có thể "dông tố" sẽ nổi lên ở Đại bản doanh. Việc nắm bắt được những nét tính cách đặc trưng của I. V. Stalin khiến cho G. K. Zhukov có thể dám đương đầu với cơn thịnh nộ của Stalin trong khi nhiều người khác lại né tránh nó.
Chiều quan hệ giữa G. K. Zhukov và I. V. Stalin hoàn toàn mang tính công vụ trong khi chiều quan hệ ngược lại giữa I. V. Stalin và G. K. Zhukov lại thoáng chút ghen tị. Mặc dù cũng là một nhà chỉ huy quân sự nhưng I. V. Stalin thuộc về thế hệ của tác chiến phối hợp pháo binh - kỵ binh, trong khi G. K. Zhukov thuộc thế hệ của tác chiến binh chủng hợp thành hiện đại. Chính sự chênh lệch về tuổi tác và khác nhau về kinh nghiệm thực tế đã làm cho giữa hai người đôi khi có những cuộc tranh cãi nảy lửa. Tuy nhiên, G. K. Zhukov lại thua I. V. Stalin về kinh nghiệm hoạt động chính trị, đặc biệt là kinh nghiệm trong quan hệ đối nội. Điều này được chứng minh rõ rệt sau những thất bại của G. K. Zhukov không phải trên chiến trường mà ở trên chính trường Liên Xô. Trong hoạt động lãnh đạo của mình I. V. Stalin quý trọng tài năng của G. K. Zhukov nhưng chỉ về mặt quân sự. Và đây cũng có thể là một lý do khiến ông triệu hồi Zhukov từ Berlin về.
Một điểm quan trọng nữa khiến hai người có thể tương hợp trong sự tương khắc với nhau tại nhiều vấn đề là ở chỗ giữa họ, không ai mắc nợ ai. Mặc dù có lúc, I. V. Stalin đã không ít lần nói phải nói thẳng, thậm chí đã viết ra giấy rằng: "Những lời ca tụng Stalin thật là chối tai, đọc thì thật bất tiện"; nhưng xung quanh ông lúc nào cũng có những người xu nịnh, bợ đỡ ông như Beria, Yezhov, Mekhlis và nhiều người khác. Một số người có lòng tự trọng cũng thường xuôi theo theo ý kiến của I. V. Stalin để tránh sự rắc rối. G. K. Zhukov thì khác, ông không những kiên trì bảo vệ quan điểm của mình và sẵn sàng hy sinh chức vụ để được tự do tìm công việc thực tế mà ông cho là có ích nhất đối với quân đội và đất nước mình. Việc ông đề nghị cho thôi chức vụ Tổng tham mưu trưởng để xuống các đơn vị trực tiếp chỉ huy chiến đấu là một ví dụ điển hình.
Những nét cá tính độc lập trong tư duy của G. K. Zhukov khiến I. V. Stalin luôn phải chú ý đến ông. Mặc dù nó đem lại nhiều bất lợi cho ông nhưng lại chính là nguyên nhân làm cho việc ra các quyết định về quân sự trong những năm chiến tranh trở nên có căn cứ khách quan và do đó, có độ chính xác cao hơn. Nhưng đến khi chiến tranh kết thúc thì vị thế của hai người khác hẳn nhau. Và khi đó thì chính cá tính độc lập, tự thân vận động của G. K. Zhukov đã làm hại ông. Trong cơ chế sùng bái cá nhân, cơ chế của sự xơ cứng cả về lý thuyết và thực tiễn, của sự trì trệ trong tư duy và tệ quan liêu; những người như Zhukov rất khó có chỗ chen chân trên chính trường.

#### VớiNikita Khrushchev
Sau khi I. V. Stalin chết, chính trường Liên Xô rơi vào khủng hoảng lãnh đạo. Theo Điều lệ của Đảng thì Georgy Maximilianovich Malenkov tạm quyền Bí thư thứ nhất. Tuy nhiên, ông này không đủ can đảm để loại bỏ tệ "sùng bái cá nhân" và hơn nữa, "ông bạn" L. D. Beria của G. M. Malenkov lúc nào cũng có thể ra tay. Một lần nữa, người ta lại phải nhờ đến sức mạnh và uy tín của các nhà quân sự. Người được Nikita Sergeyevich Khrushchev chọn không ai khác là G. K. Zhukov. N. S. Khrushchev chịu ơn ông không chỉ một lần. Trước hết, với tư cách Ủy viên hội đồng quân sự hướng Tây Nam, N. S. Khrushchev chính là người đề nghị cho dừng trận phản công tại "chỗ lồi" Izyum - Barvenkovo hồi mùa hè năm 1942 khi biết rằng nó có nguy cơ thất bại. Sau này, G. K. Zhukov và A. M. Vasilevsky đã chứng minh rằng chính Tổng tư lệnh tối cao đã bác bỏ đề nghị này của N. S. Khrushchev và ra lệnh tiếp tục tấn công. Ngày 17 tháng 3 năm 1944, trong đoàn xe hộ tống đại tướng N. F. Vatutin đi công tác và bị phục kích có xe của N. S. Khrushchev. Có người tố cáo với I. V. Stalin rằng N. S. Khrushchev đã lệnh cho lái xe quay đầu bỏ chạy nhưng G. K. Zhukov với tư cách là Phó Tổng tư lệnh tối cao, trực tiếp chỉ đạo các Phương diện quân Ukraina 1 và 2 đã bác bỏ điều này. Ông chứng minh cho I. V. Stalin thấy rằng N. S. Khrushchev đã làm mọi cách để cứu N. F. Vatutin. Trong quá trình giữ chức vụ Tư lệnh Quân khu đặc biệt Kiev, G. K. Zhukov có mối quan hệ tốt với N. S. Khrushchev lúc bấy giờ đang giữ chức vụ Bí thư thứ nhất Ủy ban trung ương Đảng Cộng sản Ukraina.
Tại Hội nghị đặc biệt để xử lý Berya, G. K. Zhukov đã có tiếng nói quan trọng của một người có uy tín nhất trong quân đội. Trên thực tế, chính ông đã yêu cầu tướng S. K. Moskalenko bí mật chuẩn bị đội đặc nhiệm và cùng với Bulganin cho đội này sử dụng hai chiếc xe đặc biệt của hai ông (loại có lắp kính đen) để vào điện Kremly mà không bị phát hiện. Đến giờ khởi sự, đội vệ binh canh gác của NKVD cũng được thay thế bằng đội vệ binh của quân khu Moskva theo lệnh của G. K. Zhukov.
Mối quan hệ quan hệ giữa N. S. Khrushchev phát triển tốt đẹp nhất trong thời kỳ diễn ra Đại hội lần thứ 20 Đảng Cộng sản Liên Xô. Sau khi được bầu giữ cương vị Bí thư thứ nhất, N. S. Khrushchev đã làm một việc mà từ trước đến nay không ai dám nghĩ đến. Đó là việc phê phán "chủ nghĩa sùng bái cá nhân", đưa thi hài I. V. Stalin ra khỏi Lăng Lê Nin và chôn cất bên tường thành Kremly như những nhà lãnh đạo khác. Ít ai biết rằng để làm được việc đó, N. S. Khrushchev phải được sự đồng ý (hay ít nhất cũng là đứng ngoài cuộc) của giới quân nhân mà người đứng đầu là G. K. Zhukov lúc này đã ở cương vị Bộ trưởng Bộ Quốc phòng. Tại Hội nghị trung ương Đảng Cộng sản Liên Xô tháng 6 năm 1957, những người theo phái Stalinísm đã tìm cách loại bỏ N. S. Khrushchev bằng "đa số phiếu cơ học" với một dự thảo nghị quyết về việc cách chức Bí thư thứ nhất của ông này. Tuy nhiên, dự thảo nghị quyết này đã bị bác bỏ và một trong những người ủng hộ N. S. Khrushchev nhiệt thành nhất là G. K. Zhukov. Như đã giúp cho S. K. Timoshenko thoát khỏi sự trừng phạt của I. V. Stalin hồi tháng 7 năm 1942, lần này, G. K. Zhukov cũng chứng minh sự vô căn cứ của những lời cáo buộc đối với N. S. Khrushchev. Ông tuyên bố:
| “                                                           | Quân đội chống lại nghị quyết này và sẽ không có một chiếc xe tăng nào rời khỏi vị trí nếu không có lệnh của tôi ! | ” |
| — G. K. Zhukov. Phát biểu tại Hội nghị trung ương tháng 6., | |   |

.
Tuy nhiên, không lâu sau đó, G. K. Zhukov đã phải trả giá cho câu nói đó. Ông bị đưa ra khỏi Đoàn chủ tịch Ủy ban trung ương Đảng, bị miễn nhiệm chức vụ Bộ trưởng Bộ Quốc phòng và cho nghỉ hưu ở tuổi 62. Tất cả mọi việc đều diễn ra sau lưng ông, khi ông đã "rời khỏi những đoàn xe tăng của mình" để đi thăm Nam Tư theo lời mời của Nguyên soái Josip Broz Tito. N. S. Khrushchev đã không làm gì để giúp đỡ ông. Quân đội và nhân dân Liên Xô cũng không nhận được một lời giải thích nào về sự ra đi của ông. Theo nhiều nhà phân tích, chính giới lãnh đạo Liên Xô và cả bản thân N. S. Khrushchev đã mắc một nỗi sợ có tính truyền thống: "Sợ kẻ có sức mạnh"..

### Những năm tháng cuối cùng

#### Hoạt động chính trị
Trước khi thất sủng, G. K. Zhukov đã tham gia vào nhiều hoạt động đối nội và đối ngoại vừa với tư cách thành viên Chính phủ Liên Xô vừa với tư cách cá nhân. Năm 1955, tại một cuộc họp Hội đồng lý luận quân sự, G. K. Zhukov cho rằng trong chiến tranh, các chỉ huy quân đội phải có quyền cao nhất, còn các nhà lãnh đạo Đảng nên đóng vai trò lý luận và phải đứng đằng sau, đơn giản là vì họ không phải là nhà quân sự chuyên nghiệp. Chính luận điểm này của ông đã chặn đứng ý tưởng lập lại chế độ chính ủy trong Quân đội Liên Xô vốn đã bị bãi bỏ từ năm 1943. Cho đến năm 1955, ông vẫn có vài lần trao đổi thư từ riêng với Tổng thống Hoa Kỳ Dwight Eisenhower và cả hai đều nhất trí ủng hộ việc chung sống hòa bình giữa các cường quốc.
Tháng 7 năm 1955, ông cùng với N. S. Krushchev, N. A. Bulganin, V. M. Molotov và A. A. Gromyko dự Hội nghị thượng đỉnh tại Geneva sau khi Liên Xô ký hiệp ước hòa bình với Áo và rút quân khỏi Áo. Năm 1956, với tư cách Bộ trưởng Bộ Quốc phòng, G. K. Zhukov đã ra lệnh đưa quân đến hỗ trợ quân đội nước sở tại trấn áp các cuộc nổi dậy ở thủ đô Budapest. Ông cho rằng, nếu Hungary nằm ngoài tầm kiểm soát của Moskva thì toàn bộ vai trò của Liên bang Xô viết ở Đông Âu sẽ không còn. Phát biểu về việc này, Nguyên soái J. B. Tito đã coi việc dùng quân đội Xô Viết ở Hungaria là lỗi lầm tai hại về chính trị. Cũng trong năm 1956, cuộc khủng hoảng kênh đào Suez nổ ra. Mặc dù Hoa Kỳ hết sức khuyên can nhưng liên quân Anh, Pháp và Israel vẫn tấn công Ai Cập. G. K. Zhukov đã đứng về phía Ai Cập và coi cuộc chiến của người Ai Cập là sự phòng vệ chính đáng. Triết gia Bertrand Russell coi cả hai sự kiện trên đây là hai sự kiện bất hạnh nhất trong năm 1956. Vào tháng 10 năm 1957, Zhukov viếng thăm Nam Tư và Albania trên một chiếc tàu tuần dương lớp Chapayev mang tên Kuibyshev trong một nỗ lực nhằm hàn gắn lại mối quan hệ Liên Xô-Nam Tư. Trong chuyến hải hành đó, phái đoàn Liên Xô gặp các thành viên của Hạm đội 6 Hoa Kỳ và hai bên đã có một buổi chào hỏi mang tính nghi thức.
Vào dịp sinh nhật lần thứ 60, G. K. Zhukov được nhận danh hiệu Anh hùng Liên Xô lần thứ tư. Ông trở thành nhà quân sự chuyên nghiệp cao nhất có mặt trong Đoàn chủ tịch Ủy ban trung ương Đảng Cộng sản Liên Xô. Hàng trăm triệu người dân Xô Viết đặt niềm tin vào ông và quân đội Liên Xô và coi đó là biểu tượng cho sự vững mạnh của quốc gia, còn hơn cả Đảng hay các cơ quan an ninh, cảnh sát. Điều đó đã gây lo ngại hay ít nhất cũng tạo ra sự ghen tỵ trong hàng ngũ lãnh đạo của Liên Xô. Và sự lo ngại ấy không phải không có lý do. Đi xa hơn N. S. Khruchev, ông yêu cầu các cơ quan chính trị trong quân đội phải báo cáo với ông trước khi báo cáo với Đảng. Ông muốn có một sự lên án chính thức đối với các cuộc thanh trừng của I. V. Stalin nhằm vào các sĩ quan cao cấp trong quân đội. Ông đã vận động hết mình cho việc phục hồi danh dự của M. N. Tukhachevsky, V. K. Blyukher, A. I. Yegorov và nhiều người khác. Như ông từng nói, cái chết của Tukhachevsky là "sự lãng phí to lớn nhất của quân đội và toàn thể chính phủ Liên Xô của chúng ta". Nhiều vị lãnh đạo đã buộc tội ông theo "chủ nghĩa cải lương", "chủ nghĩa Bonapart" và hậu quả đã xảy ra. Sau cuộc đi thăm hữu nghị tại Liên Bang Cộng hòa xã hội chủ nghĩa Nam Tư theo lời mời của Nguyên soái J. B. Tito, ông bị cất bỏ mọi chức vụ trong Đảng, chính quyền và nhận quyết định nghỉ hưu.. Sau đó, trong một cuộc họp của Ban Chấp hành Trung ương Đảng Cộng sản Liên Xô, Zhukov bị buộc phải "nhận khuyết điểm" và hứng chịu nhiều lời chỉ trích nặng nề, trong đó đến từ một số tướng lĩnh từng là đồng chí của ông trong cuộc chiến tranh vệ quốc vĩ đại. Nặng nề hơn cả vẫn là chỉ trích từ phía Nguyên soái I. S. Koniev, người lâu nay luôn giữ mối hiềm thù và ganh ghét sâu sắc đối với Zhukov. Dường như Koniev không biết rằng chính G. K. Zhukov đã cứu ông ta khỏi bị I. V. Stalin trừng phạt vào năm 1941 khi Stalin không hài lòng về kết quả tác chiến của Koniev.
Việc bị cho nghỉ hưu sớm như vậy là một sự sỉ nhục lớn đối với vị Nguyên soái, vì theo lệ thường, các Nguyên soái Liên Xô sau khi rời nhiệm sở thường được trao chức vụ Thanh tra hay một số chức vụ thấp hơn khác - tức là vẫn tiếp tục có hoạt động ở một mức độ nào đó trong binh nghiệp. Thậm chí, sau khi Zhukov bị cắt bỏ hết mọi chức vụ, quá trình thủ tiêu ảnh hưởng và tên tuổi của Zhukov không dừng lại. Nhiều người không ưa thích Zhukov cũng được dịp "dậu đổ bìm leo". Báo Pravda đã cho đăng một bài viết của Nguyên soái Koniev với nội dung chỉ trích vai trò của Zhukov trong cuộc chiến tranh vệ quốc vĩ đại. Tháng 3 năm 1964, tướng Chuikov xuất bản quyển sách "Sự kết thúc của Đế chế Thứ Ba", một phần nội dung trong đó đã công kích nặng nề quyết định trì hoãn tấn công vào Berlin của Zhukov hồi tháng 2 năm 1945. Ngày 10 tháng 8 năm 1961, tờ Ivestiya đã đăng bài viết chỉ trích thái độ không coi trọng của Zhukov đối với binh chủng tên lửa chiến lược, tàu ngầm và vũ khí hạt nhân. Trên thực tế, Zhukov chưa bao giờ phủ nhận vai trò của vũ khí hạt nhân, ông chỉ nhận xét rằng mặc dù nó quan trọng nhưng không đến mức đóng vai trò then chốt quyết định.
Có thể nói, đối với Zhukov, việc bị đột ngột cắt bỏ chức vụ và bị sỉ nhục công khai như vậy là một đả kích lớn. Ông đã phải sử dụng thuốc ngủ để trấn an tinh thần của mình suốt 15 ngày liền. Theo tự thuật của Zhukov, trong suốt những ngày đó, ông gần như chỉ ngủ, thức dậy một thời gian ngắn, rồi ngủ tiếp. Tất cả mọi sự đắn đo, suy tư, đau khổ, khuây khỏa của ông đều diễn ra trong giấc mơ. Otto Chaney đã nhận xét rằng, Zhukov đã phải nỗ lực rất nhiều trong việc cố giữ vững ý chí và sự bình tĩnh của mình.

#### Nguyên soái giữa đời thường

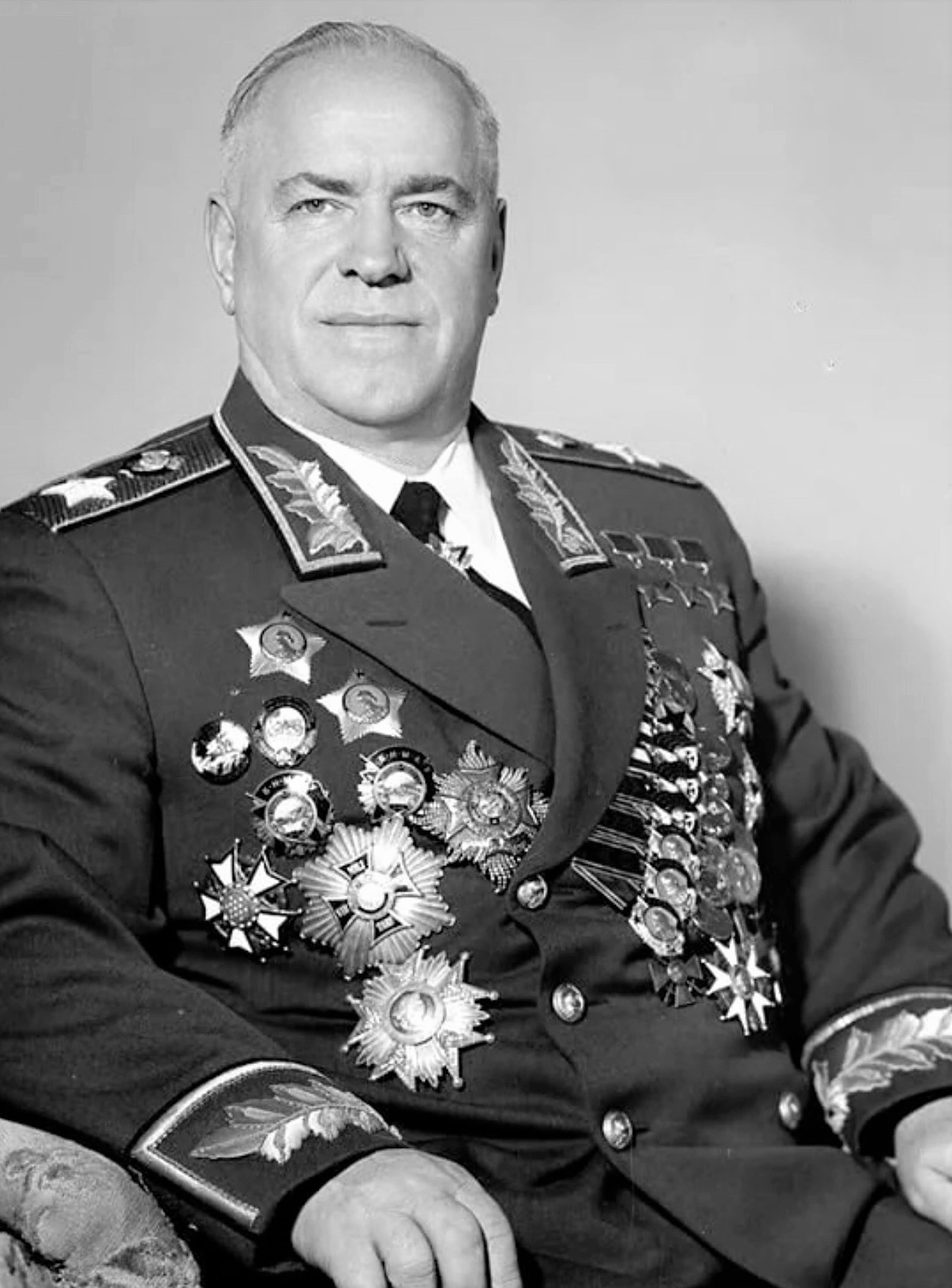
G. K. Zhukov

Sau khi ra khỏi vầng hào quang mà những người tôn vinh ông đã khoác cho ông, G. K. Zhukov cũng lánh xa tất cả các hoạt động chính trường. Tuy nhiên, nhiều người vẫn không quên ông. Các tướng lĩnh dưới quyền ông trong Chiến tranh thế giới thứ hai thường đến thăm nhà riêng của ông, đi săn với ông và gợi lại những kỷ niệm vui để cho ông khuây khoả. Bản thân Nguyên soái Konev cũng đến thăm Zhukov, xin lỗi ông về bài báo chỉ trích Zhukov hồi đó; hành động hòa giải này được Zhukov đón nhận một cách chân thành. Tháng 9 năm 1959, khi được N. S. Khrushchev đang trong chuyến đi thăm Hoa Kỳ cho biết G. K. Zhukov đã nghỉ hưu và thích câu cá, Thống tướng Dwight D. Eisenhower, lúc đó đã là Tổng thống Hoa Kỳ đã qua Đại sứ quán Hoa Kỳ tại Moskva gửi tặng ông một bộ đồ câu cá và ông đã sử dụng bộ đồ câu này đến cuối đời.
Trong giai đoạn này, tên tuổi Zhukov thực sự biến khỏi lịch sử chiến tranh. Theo tác giả Hoa Kỳ Chaney thì tuy ông đã chịu tổn thương lớn, nhưng nền sử học Liên Xô còn là một nạn nhân lớn hơn. Nhiều người xót cho tình cảnh ấy, trong đó có Đại sứ Ấn Độ tới Liên Xô từ năm 1951 đến 1962 - K. P. S. Menon đã viết trong nhật ký của mình ngày 5 tháng 11 năm 1957:
| “                | Không ánh sao nào chiếu trên bầu trời nước Nga sau khi Stalin chết với vẻ đẹp lộng lẫy như Zhukov. Những cố gắng để che lấp nó chỉ có thể gọi là đáng khinh. Đảng (Cộng sản) có thể thành công trong việc dời hình ảnh Zhukov ra khỏi con mắt của dư luận, nhưng họ sẽ không thể nào loại trừ ký ức về ông ra khỏi con tim của binh sĩ… Sau cùng sự thật tất thắng, Clio sẽ đặt Zhukov bên cạnh những danh nhân như Aleksandr Suvorov, Mikhail Kutuzov và Aleksandr Nevsky… Và mảnh đất Nga tri ân sẽ luôn giữ ký ức của ông trong vinh danh và tình cảm. | ” |
| — K. I. S. Menon | |   |

Năm 1964, N. S. Khrushchev bị hạ bệ. L. I. Brezhnev lên cầm quyền và đã lại một lần nữa phải nhờ đến uy tín của G. K. Zhukov để làm nổi bật vai trò của mình trong cuộc chiến tranh Xô-Đức. Tên tuổi G. K. Zhukov xuất hiện trở lại ngày 8 tháng 5 năm 1965 khi L. I. Brezhnev nhắc đến tên ông trong diễn văn kỷ niệm 20 năm ngày chiến thắng phát xít Đức. Ngày 9 tháng 5 năm 1965, ông lại được mời lên Lễ đài trên lăng Lê Nin để xem duyệt binh tại Quảng trường Đỏ.
Những năm cuối đời, ông dành phần lớn thời gian để tập trung viết bộ hồi ký Nhớ lại và suy nghĩ (tiếng Nga: Воспоминания и размышления), tác phẩm mà ông khởi thảo hồi năm 1958. Vì tuổi đã cao và làm việc căng thẳng, tháng 12 năm 1967, bệnh tim của ông tái phát trầm trọng hơn đã làm ông bị đột quỵ. Ông phải nằm viện và điều dưỡng đến tháng 6 năm 1968 mới trở về nhà và tiếp tục được điều trị bằng phương pháp trị liệu bởi người vợ thứ hai của ông, bà Galina Semyonova. Đến khoảng giữa thập niên 1960, một nhà xuất bản Pháp ngỏ lời muốn xuất bản một tác phẩm của Zhukov như là một phần trong bộ sách 20 cuốn của các nhà quân sự trong thế chiến thứ hai. Kết quả của lời đề nghị này là, vào tháng 4 năm 1968, cuốn hồi ký của Zhukov được xuất bản. Bất chấp việc nó không được các cơ quan truyền thông quảng bá rộng rãi, "Nhớ lại và suy nghĩ" nhanh chóng trở thành một thành công vang dội về mặt doanh thu. Trong vòng vài tháng, ông đã nhận được hơn 10.000 lá thư của các độc giả ca ngợi ông, cảm ơn ông, đề nghị chỉnh sửa và bình luận. Tất cả những việc này là một sự ủng hộ to lớn về mặt tinh thần đối với vị Nguyên soái và cũng là động lực để ông tiếp tục chỉnh sửa hồi ký, chuẩn bị cho việc xuất bản lần thứ hai.
Đại hội Đảng Cộng sản Liên Xô lần thứ 24 họp tháng 3 năm 1971 đã mời ông làm đại biểu danh dự. Do gặp phải mấy sự ngăn cản được viện lẽ từ nhiều lý do khác nhau, người ta đã làm cho ông mất đi cơ hội cuối cùng xuất hiện trước công chúng trong một hoạt động chính trị quan trọng. Bản thân Brezhnev đã nói thẳng rằng ông ta không hy vọng Zhukov sẽ tham dự, một điều khiến Zhukov hết sức thất vọng.
Ngày 18 tháng 6 năm 1974, trái tim của Georgy Konstantinovich Zhukov vĩnh viễn ngừng đập sau cơn đột quỵ cuối cùng, không lâu trước khi cuốn hồi ký của ông được xuất bản lần thứ hai. Thi hài của ông được hoả thiêu. Hộp tro thi hài của ông được an táng trên bức tường điện Kremli tại Quảng trường Đỏ ở Moskva, bên cạnh tro thi hài nhiều tướng lĩnh khác của Liên Bang Xô Viết và Liên Bang Nga. Tang lễ của vị nguyên soái được tổ chức trọng thể theo nghi lễ quốc gia, và gần một triệu người đã tham gia buổi lễ tiễn đưa ông về nơi an nghỉ cuối cùng.

## Gia đình
Cha đẻ: Ông Konstantin Zhukov, sinh năm 1851. Thuở nhỏ, ông lớn lên trong một trại trẻ mồ côi. Năm 2 tuổi, ông được nhận làm con nuôi bà Anna Zhukova. Khi trưởng thành, ông làm nghề đóng giày. Ông mất năm 1921.
Mẹ đẻ: Bà Ustiniya Artemievna Zhukova (họ thời con gái là Pilikhina), sinh năm 1866, cũng lớn lên trong một gia đình nghèo nhưng có sức khỏe tốt và theo nghề nông. Theo G. K. Zhukov kể lại, bà có thể vác được một bao lúa mỳ nặng 5 put (80 kg). Ông ngoại của Zhukov, Artemiy, cũng là người rất khỏe, có thể nhấc bổng một con ngựa trên vai. Zhukov được thừa hưởng sự di truyền về sức khỏe từ người mẹ của ông.
Chị: Maria Kostantinovna Zhukova; sinh năm 1894.
Em trai: Alexei Konstantinovich Zhukov, sinh năm 1901; chết khi còn nhỏ tuổi.
Vợ (kết hôn lần thứ nhất): Bà Alexandra Dievna, kết hôn với G. K. Zhukov năm 1920 tại Voronezh; ly dị năm 1954, mất năm 1967 tại Moskva
Vợ (kết hôn lần thứ hai): Bà Galina Alexandrovna Semyonova, sinh năm 1926, Đại tá quân y Quân đội Liên Xô; làm việc tại bệnh viện Burdenko, bác sĩ chuyên khoa trị liệu, kết hôn với G. K. Zhukov năm 1955. Bà qua đời vào tháng 11 năm 1973.
Con gái cả: Era Georgievna Zhukova, sinh năm 1928, con bà Alexandra Dievna
Con gái thứ hai Margarita Georgievna Zhukova, sinh năm 1929, con bà Alexandra Dievna
Con gái thứ ba: Ella Georgievna Zhukova, sinh năm 1937, con bà Alexandra Dievna
Con gái thứ tư: Maria Georgievna Zhukova, sinh năm 1957, con bà Galina Semyonova.

## Lược sử quân hàm
- Hạ sĩ quan (унтер-офицер/untjer-ofitsjen) 1916
- Trung đoàn trưởng (полком/polkom) 1923
- Lữ đoàn trưởng (комбриг/kombrig) 1930
- Sư đoàn trưởng (комдив/kombiv) 1938
- Quân đoàn trưởng (комкор/komkor) 1939
- Đại tướng (генерала армии/gjenerala armii) 1940 (vượt cấp)
- Nguyên soái Liên Xô (Маршал Советского Союза/marshal Sovjetskogo Sojuza) 1943

## Các chức vụ đã nắm giữ

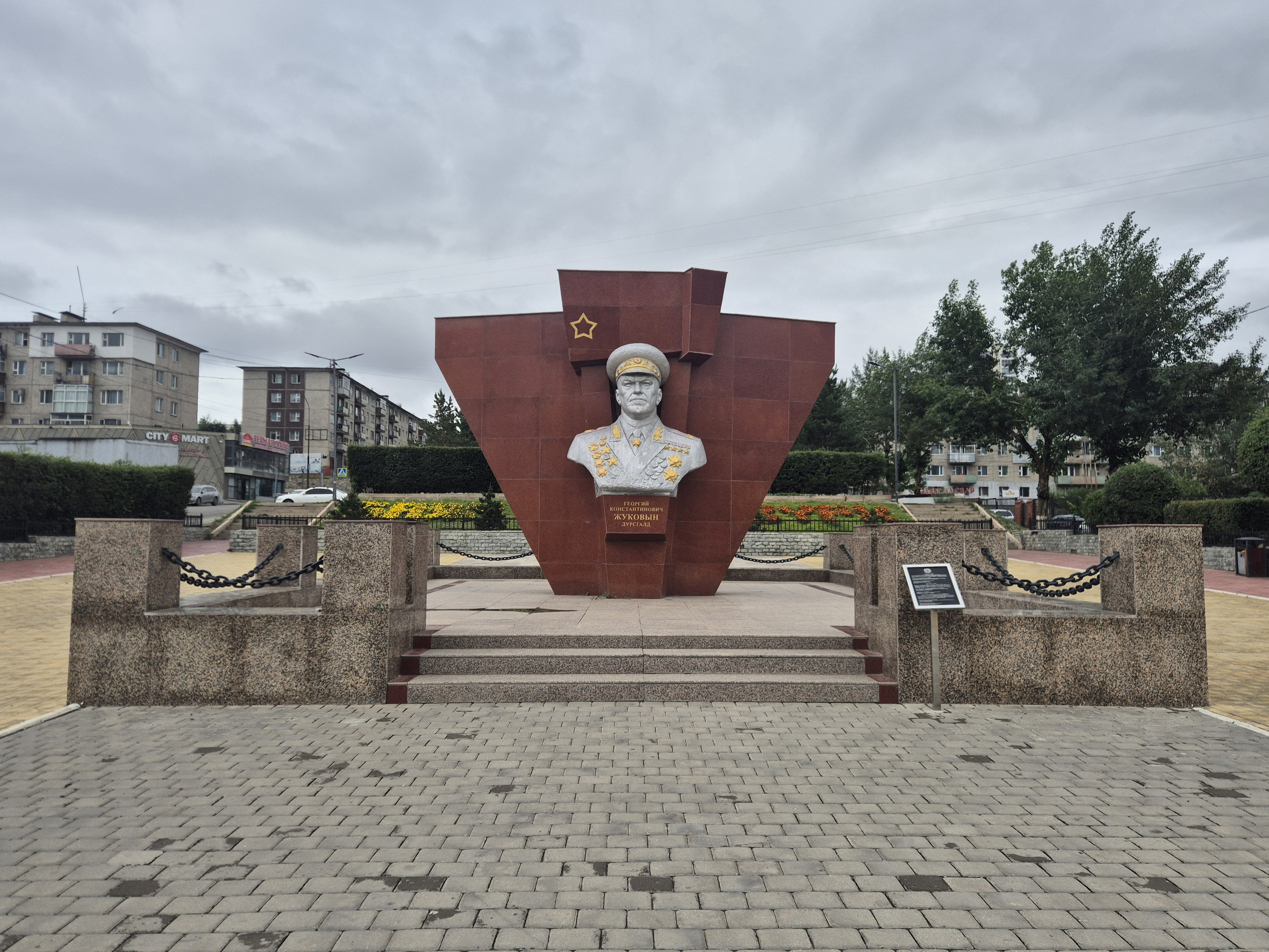
Tượng G. K. Zhukov tại Ulan Bator (Mông Cổ).

### Trước chiến tranh Xô-Đức
- Đại đội trưởng kỵ binh thuộc Trung đoàn Samara 7: tháng 6 năm 1922.
- Trung đoàn trưởng Trung đoàn kỵ binh Buzuluk 39: tháng 4 năm 1923.
- Lữ đoàn trưởng Lữ đoàn kỵ binh 2: tháng 5 năm 1930.
- Sư đoàn trưởng Sư đoàn kỵ binh 4: tháng 3 năm 1933
- Tư lệnh Quân đoàn kỵ binh 3: năm 1937
- Tư lệnh Quân đoàn kỵ binh 6: năm 1937
- Phó tư lệnh Quân khu đặc biệt miền Tây: tháng 7 năm 1938
- Tư lệnh Quân đoàn đặc biệt 57: tháng 6 năm 1939
- Tư lệnh Quân khu đặc biệt Kiev: tháng 6 năm 1940
- Tổng tham mưu trưởng quân đội Liên Xô: tháng 2 năm 1941.

### Trong Chiến tranh Xô-Đức
Trừ Stalin, Zhukov và Đô đốc Kuznetsov là 2 thành viên xuyên suốt của Đại bản doanh (Stavka) trong thời gian Chiến tranh giữ nước vĩ đại, kể từ khi thành lập vào ngày 23 tháng 6 năm 1941 cho đến khi giải thể vào ngày 3 tháng 8 năm 1945. Trong thời gian này, ông đã trải qua các chức vụ:
- Đại diện đại bản doanh Bộ Tổng tư lệnh tối cao: từ 10 tháng 7 năm 1941
- Phó ủy viên nhân dân Quốc phòng (như thứ trưởng): từ 19 tháng 7 năm 1941
- Tư lệnh Phương diện quân Dự bị.
- Tư lệnh Phương diện quân Tây.
- Tổng tư lệnh các mặt trận hướng Tây
- Phó tổng tư lệnh tối cao: từ 26 tháng 8 năm 1942
- Tư lệnh Phương diện quân Ukraina 1
- Tư lệnh Phương diện quân Belorusia 1

### Sau chiến tranh
- Thứ trưởng Bộ Quốc phòng Liên Xô
- Bộ trưởng Bộ Quốc phòng Liên Xô

## Danh hiệu và giải thưởng

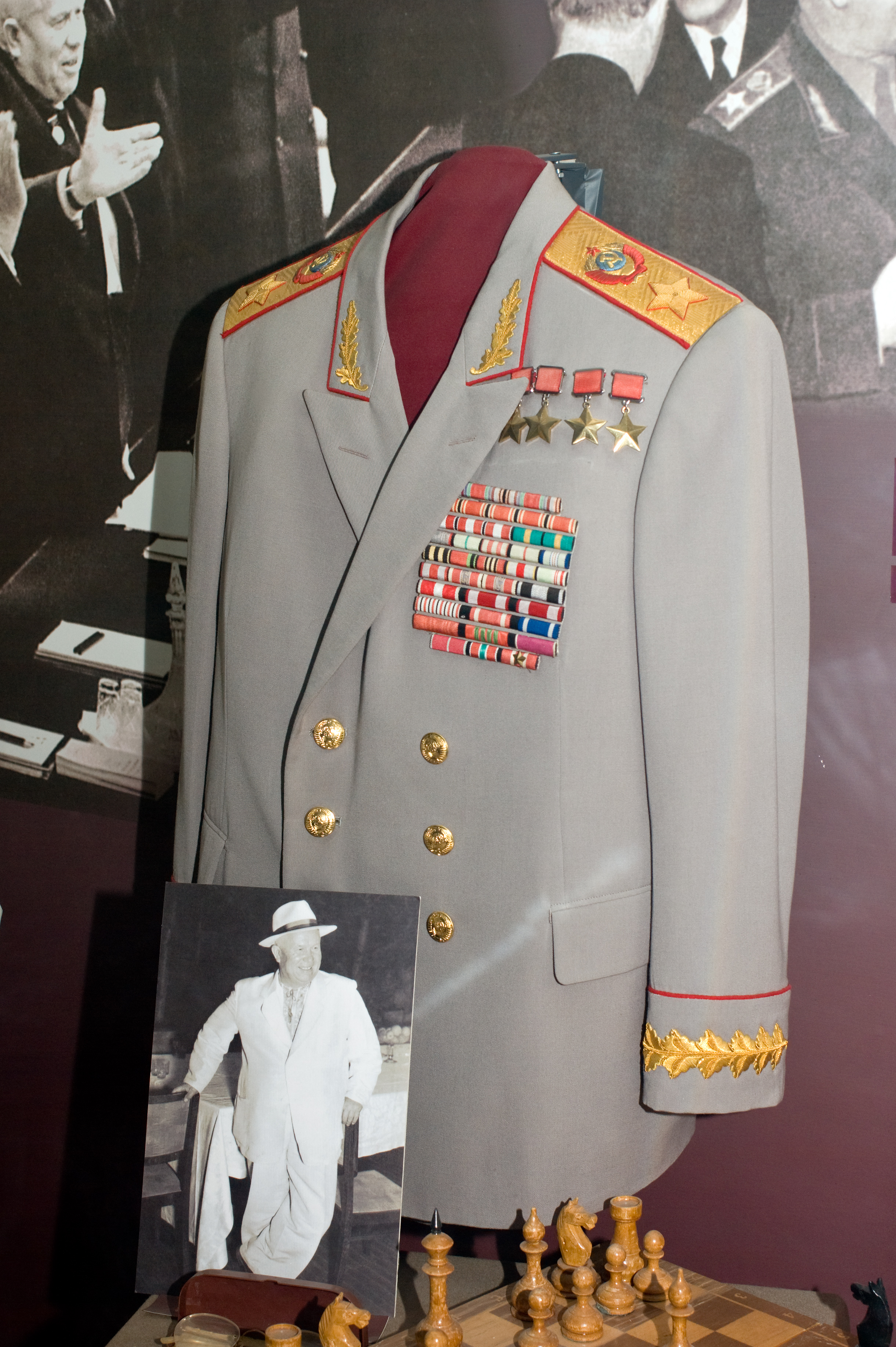
Huân, huy chương và các giải thưởng của Nga, Liên Xô và các nước trên bộ lễ phục nguyên soái của G. K. Zhukov

### Đế quốc Nga phong tặng
- Huân chương chữ thập Thánh Georgy hạng ba
- Huân chương chữ thập Thánh Georgy hạng tư.

### Liên Bang Xô Viết phong tặng

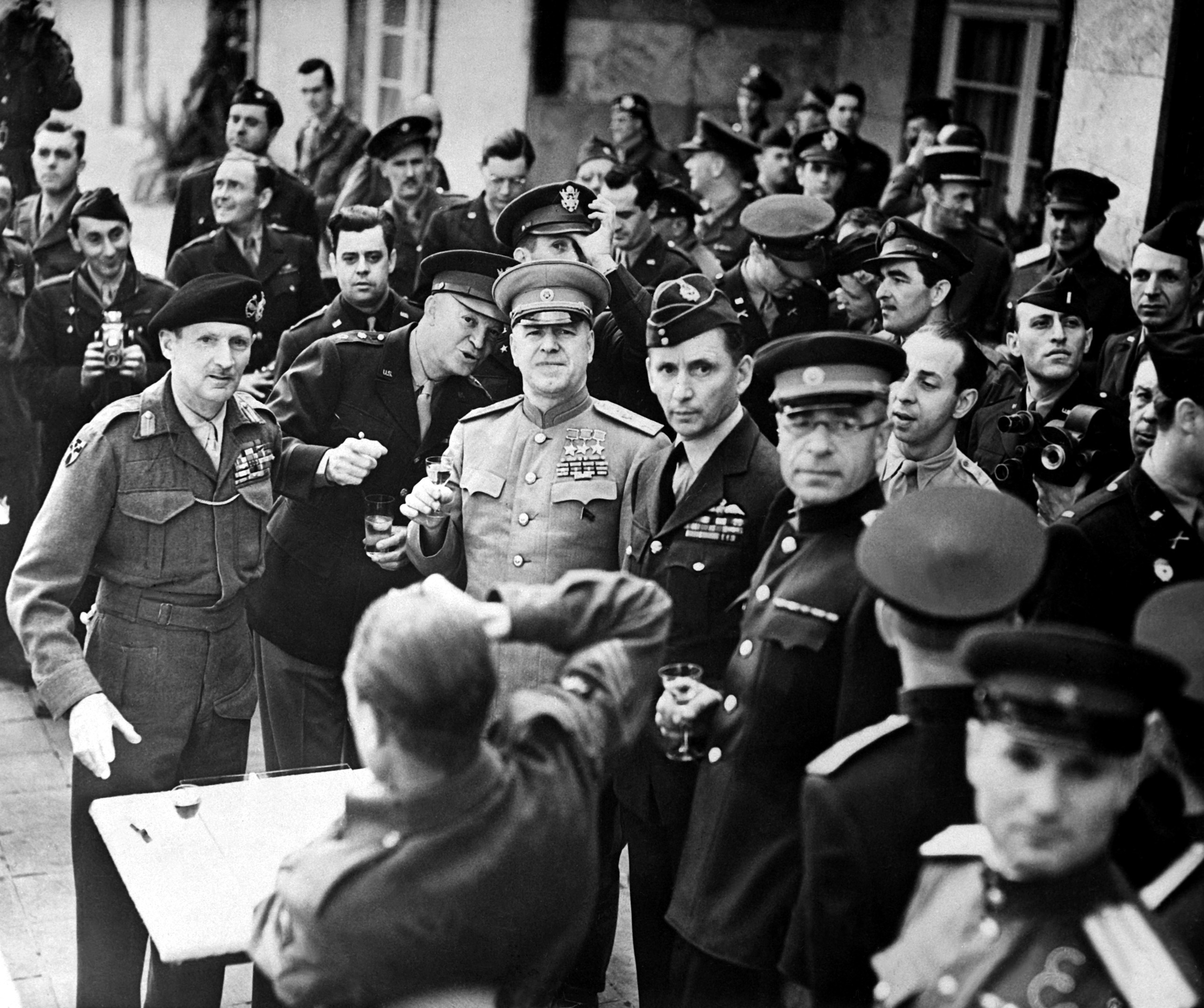
Zhukov đứng cạnh Bernard Montgomery (đội mũ beret)

- 4 lần phong tặng Huân chương Sao vàng Anh hùng Liên Xô (29-8-1939, 29-7-1944, 1-6-1945, 1-12-1956)[141]
- 6 Huân chương Lenin, (16-8-1936, 29-8-1939, 21-02-1945, 01-12-1956, 01-12-1966, 01-12-1971)
- 2 Huân chương Chiến thắng, (11-4-1944, 30-3-1945)
- 1 Huân chương Cách mạng tháng Mười, (22-2-1968)
- 3 Huân chương Cờ Đỏ, (31-8-1922, 3-11-1944, 20-6-1949)
- 2 Huân chương Suvorov hạng nhất, (28-1-1943 và 28-7-1943)
- Vũ khí danh dự: Thanh kiếm vàng có chạm hình Quốc huy Liên Bang Xô Viết, (22-2-1968)
- 16 huy chương và kỷ niệm chương khác...

### Các nước khác phong tặng
- Huân chương Sao vàng Anh hùng nước Cộng hòa nhân dân Mông cổ (1972)
- Huân chương Cựu chiến binh danh dự, hạng dành cho tư lệnh của Hoa Kỳ (1945)
- Huân chương Chữ thập hiệp sĩ Bath hạng nhất (Knights Grand Cross of the Order of the Bath) của Vương quốc Anh (1945)
- Huân chương Cựu chiến binh danh dự hạng nhất của Pháp (1945)
- Huân chương Garibaldi của Ý (1956)
- Huân chương Du kích quân danh dự của Ý (1954)
- Huân chương hữu nghị Trung-Xô của Trung Quốc (1950)
- 3 Huân chương Sukhe Bator của nước Cộng hòa nhân dân Mông Cổ (1968, 1969, 1971)
- 2 Huân chương Cờ đỏ của nước Cộng hòa nhân dân Mông Cổ (1939)
- Huân chương ngoại hạng của Cộng hòa xã hội chủ nghĩa Liên Bang Nam Tư (1956)
- Huân chương chữ thập Grunwald hạng nhất của Cộng hòa nhân dân Ba Lan (1945)
- Huân chương Danh dự quân nhân hạng nhất của Cộng hòa nhân dân Ba Lan (1945)
- Huân chương Phục hưng Ba Lan hạng nhì của Cộng hòa nhân dân Ba Lan (1968)
- Huân chương Phục hưng Ba Lan hạng ba của Cộng hòa nhân dân Ba Lan (1973)
- Huân chương Sư tử trắng hạng nhất của Cộng hòa xã hội chủ nghĩa Tiệp Khắc (truy tặng năm 1974)
- Huân chương Chữ thập quân nhân của Tiệp Khắc (1939)
- Huân chương Chữ thập lớn của Ai Cập (1956)
- 8 Huy chương và Kỷ niệm chương khác.

## Những hoạt động tưởng nhớ G. K. Zhukov

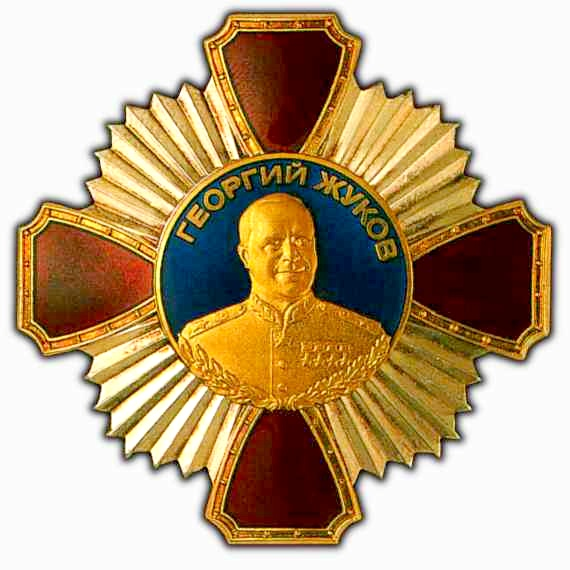
Huy chương-Giải thưởng quốc gia về lĩnh vực quân sự của Liên bang Nga mang tên Georgy Zhukov

- 20 năm sau khi ông mất, ngày 5 tháng 9 năm 1994, Tổng thống Liên bang Nga B.N. Yeltsin đã ký sắc lệnh về việc thiết lập một huân chương và một huy chương mang tên Georgy Zhukov để kỷ niệm những thành tích xuất sắc của ông trong cuộc chiến tranh Xô-Đức.[142][143]
- Ngôi nhà cũ của gia đình ông tại quận Kaluga trở thành nhà lưu niệm về ông. Trung tâm hành chính của quận Kaluga được đặt tên là thành phố Zhukovsky.
- Năm 1995, Luật số № 80-ФЗ được Duma quốc gia Nga thông qua ngày 19 tháng 5 năm 1995 đã quy định thành lập Giải thưởng Nhà nước hàng năm của nước Nga mang tên "Nguyên soái Zhukov" cho các công trình nghiên cứu xuất sắc về khoa học quân sự, chế tạo các thiết bị quân sự và các tác phẩm văn học, nghệ thuật xuất sắc nhất viết về cuộc Chiến tranh Xô-Đức.[143]
- Năm 1979, để kỷ niệm lần thứ 40 Chiến thắng Khalkhyn-Gol, đài kỷ niệm G. K. Zhukov đã được xây dựng tại thủ đô Ulan Bator (Mông Cổ). Một đường phố của Ulan Bator cũng được mang tên ông.
- Đài tưởng niệm G. K. Zhukov và các tượng toàn thân và bán thân của ông đã được dựng lên tại một số thành phố Nga. Năm 1995, một tượng đài được dựng lên tại Quảng trường quần ngựa ở Moskva.[135] Cũng trong năm đó, một công viên và một đường phố tại Moskva đã được mang tên ông; tại nhà ga xe điện ngầm trên tuyến bắc Kashira (gần Moskva) cũng đã dựng một bức tượng bán thân của ông.
- Một số ga xe điện ngầm thuộc các thành phố Kharkov (Ukraina), Moskva, Sankt Peterburg, Volgograd, Irkutsk đã được đặt tên "Nguyên soái Georgy Zhukov".
- Học viện quốc phòng Nga và Học viện hàng không quân sự tại thành phố Tver đã được mang tên Zhukov.
- Trong thiên văn học, tiểu hành tinh thứ 2.132 được phát hiện năm 1975 đã được đặt tên "Zhukov".[144]
- Một chiếc tàu chở dầu của Công ty vận tải đường biển Novorossysk đã được đặt trên "Nguyên soái Zhukov".

## Tác phẩm về quân sự của Zhukov

### Hồi ký quân sự
Không kể đến hàng chục bộ giáo trình quân sự, hàng trăm bài viết cho các tạp chí quân sự trong và ngoài nước và hàng chục bài diễn văn thì tác phẩm quân sự đáng kể nhất mà G. K. Zhukov để lại cho hậu thế là cuốn "Nhớ lại và suy nghĩ" viết theo thể loại hồi ký. Cuốn sách được ông khởi thảo từ năm 1958 và mãi 10 năm sau, nó mới được xuất bản sau hàng chục lần kiểm duyệt ở cấp cao. Mặc dù là cuốn hồi ký của bản thân nhưng trái với lệ thường, nhân vật chính trong hồi ký lại không phải là bản thân ông mà là các tướng lĩnh, sĩ quan, binh sĩ Liên Xô cũng như những tướng lĩnh cùng chiến đấu với ông trong phe đồng minh chống phát xít. Phần của ông chỉ chiếm chương đầu trong tập thứ nhất, khi ông tự thuật về xuất thân của mình. Sau đó, hình ảnh của ông dần dần hòa vào hình ảnh của cộng đồng, các đơn vị mà ông đã tham gia, các cuộc tập trận, các trận đánh và các chiến dịch. Ông cũng không dành phần kết cuốn hồi ký để nói về mình mà tổng kết về tình hình chính trị, quân sự thế giới sau chiến tranh thế giới thứ hai. Cuốn hồi ký của ông là một trong các tài liệu lịch sử quan trọng về cuộc chiến tranh này.
Cuốn hồi ký của Zhukov nhanh chóng trở thành một thành công vang dội về mặt doanh thu. 600.000 bản in phát hành vào năm 1969 đã nhanh chóng bán hết veo. Từ năm 1969 đến năm 1989, đã có hơn 7 triệu bản in được phát hành. Cuốn sách cũng đã được dịch sang nhiều thứ tiếng và ấn hành ở nhiều quốc gia khác nhau. Trong vòng vài tháng, ông đã nhận được hơn 10.000 lá thư của các độc giả ca ngợi ông, cảm ơn ông, đề nghị chỉnh sửa và bình luận.
Theo Otto Chaney, cuốn hồi ký của Zhukov đã gặp phải nhiều sự kiểm duyệt đến từ các cơ quan chức năng. Nhiều đoạn văn bản, có khi tới cả chương (ví dụ chương nói về giai đoạn Đại Thanh trừng) đã bị cắt bỏ khỏi bản thảo cuốn hồi ký của Zhukov. Từ 150-175 trang đã bị "gạch bằng cây viết xanh" ra khỏi cuốn hồi ký. Công việc viết hồi ký của Zhukov cũng thường xuyên bị can thiệp bởi những "đồng tác giả" và "cố vấn", đến mức Zhukov đã than phiền rằng chỉ có một nửa cuốn hồi ký này là do ông viết. Thậm chí, nhiều thành viên trong Bộ Chính trị (như M. A. Suslov) đã phản đối kịch liệt việc xuất bản cuốn hồi ký của Zhukov. Nhưng việc làm Zhukov đau lòng nhất là chuyện ông bị ép buộc phải thêm những đoạn viết không có thật về Brezhnev nhằm thổi phồng vai trò của ông ta trong cuộc chiến tranh vệ quốc vĩ đại. Vì việc này, Zhukov đã mất ăn mất ngủ suốt nhiều ngày liền và bị hành hạ bởi những cơn đau nửa đầu dữ dội. Tuy nhiên ông chịu đựng tất cả những điều này, "giống như một người chỉ huy thực thụ, bỏ cái nhỏ để cứu cái lớn, cho rằng việc mất những mẩu nhỏ không làm mất cả cuốn hồi ký". Sau khi Zhukov qua đời, các nhân viên cấp cao của chính phủ đã tìm đến nhà riêng của vị Nguyên soái để thu hồi những văn bản không được công bố của ông, tuy nhiên gia đình của Zhukov đã đề phòng trước việc này vì vậy các tài liệu đó đã được cất giấu kỹ lưỡng. Cuối cùng, vào cuối thế kỷ XX, cuốn hồi ký phiên bản đầy đủ, không kiểm duyệt của Zhukov đã được phát hành ở Nga.
Ngoài cuốn hồi ký 3 tập nói trên, G. K. Zhukov còn có một số tác phẩm quân sự được công bố sau khi ông qua đời.

### Nghiên cứu quân sự
- "Chiến lược quân sự của Liên Xô 1941-1942";[149]
- "Phân tích tóm lược về hoạt động quân sự trong Chiến tranh thế giới thứ hai";[149]
- "Nghiên cứu về Stavka".[149]

### Tiểu luận quân sự
- "Hiệp đồng tác chiến giữa các phương diện quân";[149]
- "Tổ chức và lập kế hoạch phản công trong khung giới hạn thời gian";[149]
- "Tổ chức hoạt động ngụy trang và nghi binh";[149]
- "Kursk";[149]
- "Sự thất bại của quân đội Đức Quốc xã tại Belarus";[149]
- "Chiến dịch Berlin".[149]

## Các tác phẩm viết về Zhukov

Zhukov trên bìa tạp chí Time

Cho đến năm 2003, G. K. Zhukov chỉ được 5 tác giả viết tác phẩm chuyên khảo về cuộc đời và sự nghiệp của ông. Đó là các cuốn:
- Nguyên soái Zhukov, chiến lược gia vĩ đại của nhà sử học quân sự Ấn Độ, đại tá A. I. Sethi, xuất bản tại New Dehli năm 1988.
- Zhukov và những bước thăng trầm của nhà chỉ huy vĩ đại của tác giả người Anh William J. Spahr xuất bản tại Luân Đôn năm 1993.
- Zhukov của học giả Hoa Kỳ Otto Chaney xuất bản tại Oklahoma năm 1996.
- Nguyên soái Zhukov, người chiến thắng Hitler của tác giả Albert Axell xuất bản năm 2003 tại Luân Đôn.
- Cuộc đời một người lính của Davis Dragunsky xuất bản tại Moskva năm 1977.

Có hai cuốn sách viết riêng về vai trò của ông trong một hoặc nhiều chiến dịch quân sự:
- Zhukov bên sông Oder, trận đánh quyết định giành Berlin của Tony Le Tissier xuất bản tại Luân Đôn năm 1996.
- Thất bại lớn nhất của Nguyên soái Zhukov của tác giả David Glantz xuất bản tại Kanssas năm 1999; bản dịch tiếng Nga xuất hiện năm 2003 tại Moskva.

Ngoài ra, tên tuổi và các hoạt động của ông được đề cập đến trong nhiều cuốn chuyên khảo về các sự kiện và nhân vật lịch sử trong và sau chiến tranh thế giới thứ hai. Một số cuốn sau đây đề cập đến nhiều nhất:
- Các Chính uỷ, Tư lệnh và chính quyền quân sự. Cấu trúc của nền chính trị quân sự Xô Viết của Stephen Cohen. Massachusetts. 1979.
- Cuộc thập tự chinh ở châu Âu của Thống tướng Dwigth Eisenhower xuất bản tại New York năm 1947.
- Một con người nghiêm khắc của John Eisenhower (con trai thống tướng Dwigth Eisenhower) xuất bản tại New York năm 1969.
- Những vị tư lệnh vĩ đại của Phil Grabsky xuất bản tại Luân Đôn năm 1993.
- Những danh tướng của Stalin của Harold Shukman xuất bản tại Luân Đôn năm 1993.
- Nghĩa vụ quân nhân của K. K. Rokossovsky xuất bản tại Moskva năm 1965, tái bản năm 1970.
- Sự nghiệp cả cuộc đời của A. M. Vasilevsky, xuất bản tại Moskva năm 1975, tái bản năm 1984.
- Bộ Tổng tham mưu Xô Viết trong chiến tranh của S. M. Stemenko, xuất bản tại Moskva năm 1981, tái bản năm 1984.
- Chiến tranh đã bắt đầu như thế của I. K. Bagramian xuất bản tại Moskva năm 1983, tái bản năm 1986.

## Hình tượng G. K. Zhukov trong văn học, nghệ thuật và văn hóa đại chúng

### Điêu khắc
Tượng G. K. Zhukov được dựng ở các thành phố Moskva, Sankt Peterburg, Yekaterinburg, Omsk, Sverdlovsk, Krymskaya, Irkutsk, Stary Oskol (Nga), Kharkov (Ukraina), Minsk (Belarus), Uralsk (Kazakstan), Ulan Bator (Mông cổ). Tại Kursk (Nga) có một bức phù điêu khắc hình Zhukov. Đồng tiền 2 rub Nga phát hành năm 1995 để kỷ niệm 50 năm ngày chiến thắng phát xít Đức có khắc hình ông ở mặt trước.

### Tem thư
Các quốc gia Liên Xô và Nga (1976, 1995, 2004), Belarus (1996), Kyrgystan (2006) đã phát hành các con tem in hình Nguyên soái G. K. Zhukov.

### Thơ văn
- Nhà thơ Iosif Aleksandrovich Brodsky - người được giải thưởng Nobel văn học đã sáng tác bài thơ về cái chết của ông (На смерть Жукова). Bài thơ này được các nhà phê bình đánh giá là một trong các bài thơ hay nhất về chủ đề Chiến tranh thế giới thứ hai.

### Âm nhạc
- Năm 1982, nhạc sĩ E. Kolmanovsky đã soạn phần nhạc và nhà thơ, nhà văn E. Dolmatovsky đã viết phần lời cho bài hát "Nguyên soái Zhukov và chiến thắng".
- Hình ảnh của Zhukov xuất hiện trong bài hát Attero Dominatus thuộc album cùng tên của nhóm nhạc Thụy Điển Sabaton với nội dung nói về trận Berlin.

### Điện ảnh

#### Với vai trò là nhân vật trong phim
- Nhân vật Nguyên soái Georgy Zhukov do nghệ sĩ Fedor Blazhevic thể hiện trong phim "Đánh chiếm Berlin" (Xưởng phim tài liệu trung ương Liên Xô thực hiện năm 1949).
- Nhân vật Nguyên soái Georgy Zhukov do nghệ sĩ nhân dân Liên Xô Mikhail Ulyanov thể hiện trong các phim "Giải phóng" (Освобождение), 1969-1972; "Biển lửa" (Море в огне), 1971; "Phong tỏa" (Блокада) 1973-1977; "Những chiến sĩ của tự do" (Солдаты свободы), 1977; "Nếu đối phương không đầu hàng..." (Если враг не сдается...), 1982; "Một ngày của chỉ huy sư đoàn" (День командира дивизии), 1983; "Chiến thắng" (Победа), 1984; "Cuộc chiến ở Moskva" (Битва за Москву), 1985; "Đòn phản kích" (Контрудар), 1985; "Quy luật" (Закон), "Stalingrad" (Сталинград), 1989; "Cuộc chiến ở phía Tây" (Война на западном направлении), 1990; "Tấn thảm kịch của thế kỷ" (Трагедия века), 1993; "Georgy Zhukov, vị tư lệnh vĩ đại" (Великий полководец Георгий Жуков), 1995 và "Ngôi sao thời đại" (Звезда эпохи), 2005.
- Nhân vật Nguyên soái Georgy Zhukov do nghệ sĩ nhân dân Nga Vladimir Valentinovich Menshov thể hiện trong các phim "Tướng lĩnh" (Генерал), 1992; "Cuộc tiễu trừ" (Ликвидация), 2007.
- Phim bộ 12 tập "Georgy Zhukov – Một Nguyên soái kiệt xuất, Một số phận bi hùng" tái hiện hình ảnh Nguyên soái G.Zhukov trong giai đoạn từ tháng 6 năm 1945 đến năm 1974. Vai G.Zhukov do nghệ sĩ Aleksandr Baluev đóng, phim được sản xuất cuối năm 2011, công chiếu nhân kỷ niệm Ngày Chiến thằng năm 2012. (Có phụ đề tiếng Việt)

#### Đề cập đến với vai trò khác
- Trong phim Star Trek: The Next Generation, một chiếc tàu vũ trụ có nhiệm vụ chở các phái đoàn ngoại giao được đặt tên là "Zhukov".
- Năm 1967, G. K. Zhukov làm cố vấn chuyên môn về quân sự cho bộ phim "Những người bạn cùng chí hướng" do Konstantin Smonov viết kịch bản, Lev Indenborn đạo diễn.

### Khác
- Công ty bia Cigar City tại Tampa, Florida đã sản xuất một loại bia đen kiểu Nga mang tên Zhukov.[150]

## Về một số đánh giá trái ngược nhau đối với Zhukov
Sau chiến tranh, uy tín của G. I. Zhukov ít được thế giới biết đến vì ông là người bị đối xử không công bằng ngay trên chính đất nước mà ông đã chiến đấu để bảo vệ nó. Ngay cả sau khi Nhà nước Nga tôn vinh ông năm 1995, cũng vẫn còn một số người không nhìn nhận ông. Nhà sử học trẻ tuổi Nga Konstantin Zaleski tin rằng trong cuốn hồi ký, Zhukov đã phóng đại vai trò của mình trong chiến tranh. Nguyên soái K. K. Rokkosovsky thì khẳng định rằng Zhukov không tham gia vào bất cứ việc gì trong kế hoạch của trận Vòng cung Kursk. Một nhà sử học Nga khác là Andrei Mertsalov thì lập luận rằng ông đã có "tính nguyên tắc đến nghiệt ngã trong việc đạt được các mục tiêu" bằng bất kỳ giá nào và tính "thô lỗ, sự ương ngạnh và sự hay thay đổi là hành vi đặc trưng của Zhukov". Cũng về tính thô lỗ của ông, một số tài liệu về sự kiện G. K. Zhukov tham gia vụ bắt giữ và xử lý Beria tại điện Kremlin có ghi rằng ông đã quát lớn: "Nhân danh nhân dân Liên Xô, mày đã bị bắt, tên đồng chí chó đẻ." Sự chính xác lịch sử của các tài liệu này bị nghi ngờ. Và Nikita Khrushchev đã xác nhận trong cuốn hồi ký của mình rằng G. K. Zhukov không bao giờ sử dụng thứ ngôn ngữ đặc sắc như vậy. Một số tác giả khác thì lưu ý đến "sự độc tài" của Zhukov. Thiếu tướng P. G. Grigorienko trong cuốn tiểu thuyết tự truyện của mình đã cho rằng Zhukov "luôn bắt buộc người khác phải phục tùng vô điều kiện". Họ đưa ra ví dụ về việc trong tháng 9 năm 1941, tại Leningrad, ông đã ra lệnh xử tử bất cứ ai rời bỏ vị trí chiến đấu mà không được phép. Đặc biệt, học giả Anthony Beevor trong cuốn "Berlin: Sự sụp đổ" ("Berlin: The Downfall") xuất bản tại Luân Đôn năm 2002 đã chỉ trích Zhukov về việc ông đã để cho lính Nga thoải mái làm những gì mà họ thích trong 2 tuần trước khi quân lệnh của Ủy ban quân quản Berlin có hiệu lực. Ngay sau khi ra đời, cuốn sách này đã gặp phải phản ứng của tiến sĩ Joachim Fest, một học giả Đức chuyên nghiên cứu về Hitler và Berlin tại thời điểm cuối của cuộc chiến tranh thế giới thứ hai. Theo tiến sĩ Fest, khi đưa ra những thông tin này để rồi quy kết trách nhiệm cho G. K. Zhukov, Anthony Beevor quên mất rằng G. K. Zhukov rất nhạy cảm với sự vô kỷ luật của những binh lính dưới quyền và rất khắc nghiệt khi xử lý các vi phạm ấy. Joachim Fest cho rằng Anthony Beevor đã gieo rắc những sai lệch về sự thật lịch sử. Cuốn sách này cũng bị vấp phải sự chỉ trích của Đại sứ Nga tại Luân Đôn, ông Grigori Karasin và là cuốn sách cho đến nay vẫn gây nhiều tranh cãi.
Phản bác lại một số ý kiến cho rằng G. K. Zhukov là "tướng nướng quân", là bàng quan trước tổn thất nhân mạng; các học giả Nga nghiên cứu về ông đã dẫn ra một số mệnh lệnh của ông trong chỉ huy chiến đấu được Bộ Quốc phòng Nga và chính quyền thành phố Moskva công bố từ các kho lưu trữ tư liệu:
Ngày 27 tháng 1 năm 1942, ông đã viết cho Bộ tư lệnh Tập đoàn quân 49 như sau:
| “              | Việc tập đoàn quân 49 không hoàn thành nhiệm vụ trong tấn công và bị thiệt hại nặng về người là do các cấp chỉ huy các đơn vị đã vi phạm nghiêm trọng các quy định về việc dùng pháo binh bắn chuẩn bị để chế áp và đột phá phòng tuyến địch, đã không chú ý củng cố hầm hào phòng tránh cho bộ đội. Các đơn vị của tập đoàn quân 49 đã nhiều lần lặp lại một cách vô ích các cuộc công kích vỗ mặt vào Kostino, Ostrozhnoye, Bogdanovo, Potapovo; đưa đến sự thiệt hại lớn về người mà vẫn không hoàn thành được nhiệm vụ. Một người dù chỉ có trình độ tiểu học cũng có thể hiểu được rằng các cứ điểm nói trên là nơi rất tốt để phòng thủ và trú đông. Khu vực phía trước các cứ điểm ấy đều bố trí nhiều hỏa điểm hoàn chỉnh. Việc lặp đi lặp lại các cuộc tấn công giữa trời đông lạnh giá là hệ quả của tính vô kỷ luật và thiếu chuẩn bị chu đáo đến mức ngớ ngẩn, dẫn đến tổn thất sinh mạng lớn và không đáng có cho Tổ quốc và hàng nghìn bà mẹ. Nếu các anh còn muốn ngồi lại ở vị trí chỉ huy của mình thì hãy chấp hành mệnh lệnh sau đây của tôi: Ngừng các cuộc công kích vỗ mặt. Chấm dứt ngay các trận bắn phá vu vơ của pháo binh trên chính diện. Khi chuyển quân phải lợi dụng địa hình khe núi và rừng để giảm thương vong. Bí mật chia cắt các cứ điểm và không dừng lại để ngay ngày hôm sau, đột kích vu hồi vào Sloboda, Rassvet và phát triển đến Levshina. Tôi yêu cầu thi hành ngay trước 24 giờ ngày 27 tháng 1. | ” |
| — G. K. Zhukov | |   |

Mệnh lệnh tiếp theo của ông đề ngày 7 tháng 3 năm 1942 gửi tướng Zakharkin:
| “               | Anh đã tư duy một cách vô ích rằng có thể chiến thắng bằng chiến thuật "lấy thịt đè người". Chiến thắng chỉ có thể đạt được nhờ nghệ thuật tác chiến và kỹ năng chiến đấu chứ không phải bằng mạng sống của con người. | ” |
| — G. K. Zhukov, | |   |

Và trong bản mệnh lệnh ngày 15 tháng 3 năm 1942, ông viết:
| “               | Chiến thuật của Phương diện quân Tây trong thời gian qua cho thấy một thái độ hoàn toàn không thể chấp nhận được về việc tiết kiệm sinh lực. Chỉ huy các tập đoàn quân, các quân đoàn, các sư đoàn cứ ra lệnh cho các đơn vị bước vào chiến đấu mà lại vô trách nhiệm trong việc chuẩn bị những biện pháp cứu chữa chiến thương cho họ. Thời gian qua, tỷ lệ thương vong ở Phương diện quân Tây cao gấp 2 đến 3 lần các khu vực khác. Nhưng thương binh vẫn bị bỏ đó; và đối với chỉ huy các đơn vị, hình như việc sớm cứu mạng sống cho thương binh và duy trì sức khỏe cho bộ đội lại chỉ được coi là thiếu sót nhỏ. | ” |
| — G. K. Zhukov, | |   |

Bên cạnh những đánh giá tiêu cực hoặc gây tranh cãi về G. K. Zhukov, những đánh giá tích cực hầu hết đến từ các tướng lĩnh của phe đồng minh cùng thời với ông và các bạn bè của ông trong quân đội Liên Xô trước đây cũng như giới quân sự Nga hiện nay. Trong cuốn Cuộc thập tự chinh ở châu Âu xuất bản năm 1948, Thống tướng Dwight D. Eisenhower (sau này trở thành Tổng thống Hoa Kỳ) đã thừa nhận ông là người mà Liên Hợp Quốc "mắc nợ" lớn hơn bất kỳ nhân vật quân sự nổi tiếng nào khác trên thế giới vì những chiến công chống phát xít Đức. Ông viết trong hồi ký chiến tranh của mình kèm theo lời tiên đoán:
| “                                | Chiến tranh ở châu Âu đã kết thúc thắng lợi và không ai có thể làm được điều đó tốt hơn Nguyên soái Zhukov, chúng ta nợ ông công lao đó. Ông là một người khiêm tốn và vì thế, không thể đánh giá thấp vị trí của ông trong suy nghĩ của chúng ta. Khi chúng ta được trở về Tổ quốc của mình thì chắc chắn sẽ có một loại Huân chương khác của nước Nga, Huân chương mang tên Zhukov, được trao cho tất cả những ai học được lòng dũng cảm, tầm nhìn xa và tính quyết đoán của người lính này. | ” |
| — Thống tướng Dwigth Eisenhower, | |   |

Phải mất gần nửa thế kỷ sau, lời tiên đoán của Thống tướng Dwigth Eisenhower mới trở thành hiện thực.
N. S. Khrushchyov, người đã "bỏ mặc" số phận của G. K. Zhukov hồi năm 1957, cũng dành những lời nhận xét tích cực về Zhukov:
| “                                                                       | Nguyên soái Zhukov không bao giờ bị trục xuất khỏi Đảng và vẫn là thành viên của Đảng Cộng sản. Ông là một chuyên gia quân sự vĩ đại, và chúng tôi tin chắc rằng ông vẫn sẽ cống hiến sức lực và kiến thức của mình vì lợi ích của nhân dân. | ” |
| — Nhận định của Khrushchyov trong buổi nói chuyện với Robert Considine, | |   |

| “                    | Thật sự Zhukov đã chứng minh rằng ông ấy là một người lính và một chỉ huy quân sự tuyệt vời. | ” |
| — N. S. Khrushchyov, |                                                                                              |   |

Thiếu tướng Sir Francis de Guingand, tham mưu trưởng của Thống chế Bernard Montgomery đã mô tả G. K. Zhukov là một người thân thiện và vui vẻ. Nhà văn Hoa Kỳ John Gunther đã từng gặp gỡ G. K. Zhukov nhiều lần sau chiến tranh đã mô tả ông là con người "thân thiện, vui vẻ và chân thật nhất, hơn bất kỳ một nhà lãnh đạo người Nga nào mà tôi đã gặp". Còn John Eisenhower, con trai của tổng thống Dwight Eisenhower thì cho rằng. G. K. Zhukov là người rất sôi nổi và tâm đầu ý hợp với mình. Tác giả Hoa Kỳ Martin Caidin cũng ghi nhận rằng ông là một vị "Nguyên soái kỳ diệu". Cuốn Zhukov của Chaney ở phần "Lời mở đầu và những nhìn nhận" (Preface and acknowledgements) có chỗ ghi nhận ông là người lính xuất sắc nhất của Liên Xô, và là một "quân nhân được kính nể và tặng thưởng nhiều nhất của Nga". Tác giả Geoffrey Roberts trong cuốn Stalin's General: The Life of Georgy Zhukov xem ông là vị tướng giỏi nhất Chiến tranh thế giới thứ hai. Axell, tác giả cuốn "Zhukov, Người chiến thắng Hitler" cũng tin rằng Zhukov là một thiên tài quân sự mang tầm cỡ của Alexandros Đại đế và Napoléon. Cũng theo Axell, "Giống như tất cả các vị tướng lĩnh cao cấp, Zhukov là một người cộng sản trung thành. Ông coi bản thân là một đảng viên tốt nhưng ông cũng là một nhà quân sự và trên tất cả, ông là một người ái quốc".
Tại nước Nga, nhà sử học Vasily Morozov cho rằng "G. K. Zhukov đã phải trải qua một quãng dài của cuộc đời khi mà lịch sử bị bóp méo một cách thảm hại do sự bất công lớn của các thế lực chính trị. Trong khi các nhà chính trị Liên Xô khi thì đưa ông lên, khi thì hạ ông xuống tùy theo động cơ vụ lợi của họ thì giới văn nghệ sĩ lại hết sức ngưỡng mộ ông. Nhà thơ Iosif Aleksandrovich Brodsky - người được Giải Nobel Văn học đã sáng tác bài thơ về cái chết của ông (На смерть Жукова) được các nhà phê bình đánh giá là một trong các bài thơ hay nhất về chủ đề Chiến tranh thế giới thứ hai. Khi so sánh với sự sáng tạo cách điệu hóa của nhà thơ Gavrila Romanovich Derzhavin trong khúc bi tráng "Con chim sẻ ức đỏ" nói về cái chết của Tổng tư lệnh quân đội Nga Aleksandr Vasilyevich Suvorov năm 1800, chắc chắn Brodsky đã tìm ra một sự tương đồng về sự nghiệp của hai nhà chỉ huy này. Dưới thời Tổng thống Boris Nikolayevich Yeltsin, có hai người đạt giải thưởng và hai sử gia Nga nổi tiếng khác viết thư cho Yeltsin, đề nghị Tổng thống thừa nhận đầy đủ công tích của "Người lính số một" của Nga. Theo đó, tên tuổi của Zhukov "gắn liền với những chiến thắng lịch sử trên các chiến địa trong cuộc phòng vệ Tổ quốc đa sắc tộc của chúng ta". Ngày nay, dân Nga vẫn tôn vinh ông là một anh hùng dân tộc.
Cuối tác phẩm nghiên cứu về Zhukov của mình, Otto Preston Chaney đã kết luận:
| “                      | Zhukov thuộc về tất cả chúng ta. Trong giai đoạn đen tối nhất của Chiến tranh thế giới thứ hai, sự ngoan cường và quyết đoán của ông cuối cùng đã giành thắng lợi. Đối với người dân Nga và người dân ở khắp mọi nơi, ông vẫn là một biểu tượng vĩnh cửu của thắng lợi trên chiến trường. | ” |
| — Otto Preston Chaney, | |   |